# Ariane 5
Ariane 5 est un ancien lanceur spatial lourd de l'Agence spatiale européenne (ESA), développé pour placer des satellites sur orbite géostationnaire et des charges lourdes en orbite basse. Dans sa dernière version, il peut placer 21 tonnes en orbite basse et 10,5 tonnes sur une orbite de transfert géostationnaire. Il effectue son premier vol le 4 juin 1996 avec la mission V-88 et le lancement du 117e et dernier exemplaire a eu lieu le 5 juillet 2023 avec la mission VA-261.
Le lanceur Ariane 5 fait partie de la famille des lanceurs Ariane. Il est développé pour remplacer Ariane 4 qui ne peut plus lancer de manière concurrentielle les satellites de télécommunications dont la masse s'est fortement accrue, alors que ce segment de marché était auparavant son point fort. Ariane 5 domine jusqu'à la fin de la décennie 2010 le marché du lancement des satellites de télécommunications. Mais par la suite, il subit la concurrence de lanceurs moins coûteux (principalement le lanceur Falcon 9 partiellement réutilisable) tandis que le segment de marché pour lequel il est optimisé tend à se réduire. L'ESA décide de le remplacer par le lanceur Ariane 6 aux capacités similaires mais conçu pour être plus modulaire et disponible à un prix moins élevé.
Les industriels chargés de la construction d'Ariane 5 sont principalement le groupe aérospatial européen Airbus et le motoriste français Safran. Le lanceur comprend un premier étage cryogénique (EPC) propulsé par un moteur-fusée à ergols liquides Vulcain brûlant des ergols cryogéniques flanqué de deux propulseurs à propergol solide (EAP) qui fournissent 92 % de la poussée au décollage. Selon la version, le deuxième étage est propulsé soit par un moteur-fusée Aestus brûlant des ergols stockables soit par un propulseur à ergols cryogéniques HM-7B. Comme les précédentes fusées Ariane, Ariane 5 est lancée depuis le Centre spatial guyanais (CSG) à Kourou en Guyane .

## Historique et développement

### Genèse des lanceursAriane
L'Agence spatiale européenne, destinée à mettre en commun les moyens de onze pays européens pour soutenir une politique spatiale ambitieuse, est créée en 1975. Pour y parvenir, un accord a du être trouvé sur le financement de trois programmes majeurs qui ne sont soutenus que par certains des pays membres. La France, qui bénéficie d'une expérience relativement longue dans le domaine des lanceurs grâce à son programme de missile balistique intercontinental et le développement du lanceur léger Diamant, a obtenu qu'un lanceur européen soit développé. La maîtrise d'œuvre du projet de développement de la fusée Ariane est confiée à l'agence spatiale française, le CNES. Le marché des satellites institutionnels européens (satellites scientifiques, technologiques) étant limité, le lanceur européen est conçu dès le départ pour répondre aux besoins de lancement des satellites de télécommunications en orbite géostationnaire, qui représentent à l'époque pratiquement le seul segment commercial développé. Le lanceur Ariane 1 effectue un premier vol réussi en 1981. Pour répondre à la vocation commerciale du lanceur, le CNES crée une société dédiée à sa commercialisation, baptisée Arianespace, dont elle détient un tiers des actions. Le lanceur rencontre rapidement le succès en profitant des déboires des lanceurs américains, qui à l'époque constituent les seuls concurrents. En effet, pour rentabiliser la navette spatiale américaine, les responsables américains ont décidé de confier tous les lancements de satellites à celle-ci clouant au sol les lanceurs classiques (Atlas, Delta, etc.). Le coût prohibitif de la navette et les contraintes associées à son utilisation détournent une bonne partie des utilisateurs commerciaux vers le lanceur européen.
La capacité des satellites de télécommunications en orbite géostationnaire augmente régulièrement et leur masse croît en moyenne chaque année de 120 kilogrammes. Pour pouvoir continuer à lancer ces satellites beaucoup plus lourds, des versions plus puissantes du lanceur Ariane sont développées : Ariane 2 (premier vol en 1986), Ariane 3 (1984) et Ariane 4 (1988).

### Les études du remplaçant de la première génération des lanceursAriane
En 1977, alors que la première Ariane 1 n'a pas encore volé, débutent au CNES les premières études d'un lanceur complètement différent conçu pour placer en orbite basse une petite navette spatiale de 10 tonnes emportant un équipage avec un haut niveau de fiabilité. Le lanceur envisagé comprend un premier étage similaire à celui d'Ariane 3 mais emportant 180 tonnes d'ergols, un deuxième étage cryotechnique emportant 40 tonnes d'ergols et propulsé par un moteur-fusée HM-60 de 60 tonnes de poussée et un troisième étage similaire à celui de la fusée Ariane 1. Le lanceur résultant peut placer 4,75 tonnes sur une orbite de transfert géostationnaire. Ce projet est présenté officiellement en 1979 par la direction des lanceurs. Mais une étude de l'évolution du marché spatial européen aboutit à modifier sa mission principale : l'objectif est désormais de pouvoir placer 5,5 tonnes sur une orbite de transfert géostationnaire (GTO) tandis que l'emport d'une navette spatiale devient un objectif secondaire. Le projet évolue encore pour prendre en compte les contraintes économiques et la capacité de lancement en orbite GTO est porté à 6,3 tonnes. Le lanceur doit également permettre à l'Europe de devenir autonome pour le lancement de missions avec équipage.
Au cours d'un colloque organisé en 1982, le CNES décrit les futurs défis auxquels doivent faire face les moyens de lancement européens : croissance du nombre et de la masse des satellites en orbite géostationnaire, simplification des infrastructures au sol, nouvelles missions en orbite : ravitaillement en ergols, dépannages, assemblage de stations spatiales, fabrication de matériaux dans l'espace. Par ailleurs, l'Europe doit à plus long terme disposer de moyens lui permettant de lancer des astronautes dans l'espace. La charge utile en orbite basse du futur lanceur est fixée à 15 tonnes. Les responsables estiment qu'une capacité supérieure ne sera que rarement utilisée et sera source d'un surcoût. On compte sur les rendez-vous spatiaux pour assembler des charges utiles plus lourdes. La capacité de lancement en orbite de transfert géostationnaire est fixée à 8 tonnes, ce qui permet de placer des satellites de 4 tonnes sur leur orbite finale. Le diamètre de la coiffe (4,8 mètres) est choisi pour permettre d'emporter des satellites dont la dimension maximale est identique à celle de la navette spatiale américaine. Des études sont effectuées par les industriels concernés. En 1984, le CNES présente aux industriels et à l'Agence spatiale européenne les résultats de ces réflexions. Trois architectures sont proposées :
- Ariane 5R est une version améliorée de l'Ariane 4 qui diffère principalement par son deuxième étage cryogénique (ergols hydrogène et oxygène liquide) H-55 propulsé par un moteur Vulcain HM-60.
- Ariane 5P comporte un premier étage cryogénique propulsé par un moteur Vulcain HM-60 flanqué de deux gros propulseurs à propergol solide.
- Ariane 5C est un lanceur entièrement cryogénique.

La configuration Ariane 5C est immédiatement écartée car elle nécessite de développer une structure complexe à mettre au point et son coût est trop élevé. Le CNES choisit la version 5P qui peut évoluer en allongeant l'étage central ou en développant des propulseurs d'appoint à propergol solide plus puissants. Cette version est plus chère à développer que la 5R mais elle reste rentable et sa coiffe est conçue pour permettre des lancements multiples grâce à une structure placée sous la coiffe et baptisée Speltra (Structure Porteuse Externe de Lancement Triple Ariane). Compte tenu de ses dimensions et de la cadence des vols, le nouveau lanceur nécessite la réalisation à Kourou d'un nouveau complexe de lancement, baptisé ELA-3, qui sera localisé au nord d'ELA-1. La création d'ELA-3 permet de poursuivre les lancements d'Ariane 4 durant les débuts d'Ariane 5.

### Développement d'Ariane 5
La décision de développer l'Ariane 5P, qui doit succéder à la fusée Ariane 4, est prise par l'Agence spatiale européenne dès janvier 1985 alors qu'Ariane 4 n'a pas encore volé et que le succès des fusées Ariane dans le domaine des satellites commerciaux n'est pas encore évident. La maîtrise d'œuvre du projet est confiée au CNES Le programme est officiellement approuvé au cours de la réunion annuelle des ministres européens des Affaires spatiales de 1987 qui a lieu cette année-là à La Haye. Le nouveau lanceur Ariane 5 est un des trois composants du programme spatial habité que l'agence spatiale prévoit d'implémenter. Les deux autres composants sont une mini-navette spatiale de 17 tonnes, Hermès, et un laboratoire spatial Colombus. Alors que Ariane 4 a été optimisée pour placer des satellites en orbite géostationnaire, l'architecture retenue pour Ariane 5 a pour objectif de pouvoir lancer ces engins spatiaux très lourds en orbite basse : le premier étage et les propulseurs d'appoint sont dimensionnés de manière à pouvoir les placer sur leur orbite sans étage supplémentaire (la navette Hermès, placée sur une trajectoire suborbitale, doit toutefois, tout comme la navette spatiale américaine, utiliser sa propulsion pour se placer en orbite). Ariane 5 devant lancer des équipages, la fusée est conçue pour obtenir un taux de succès de 99 % (avec deux étages). La version tri-étages utilisée pour les satellites géostationnaires doit avoir un taux de succès 98,5 % (par construction, le taux de succès d'Ariane 4 était de 90 % mais il atteindra en fait 97 %). Pour faire face à la croissance régulière de la masse des satellites de télécommunications le lanceur devait pouvoir placer sur une orbite de transfert géostationnaire 6,8 tonnes, soit 60 % de plus que Ariane 44L, avec un coût au kilogramme réduit de 44 %.
Durant sa conception détaillée, la masse de la navette Hermès augmente régulièrement et atteint 21 tonnes. Pour que le lanceur puisse remplir son objectif la poussée du moteur principal Vulcain passe de 1 050 à 1 150 kilonewtons et plusieurs composants de la fusée sont allégés. Finalement en 1992, le développement de la navette Hermès, trop coûteux, est abandonné. Les travaux sur le lanceur sont alors trop avancés pour que son architecture soit remise en cause.

### Vie opérationnelle
Environ 1 100 industriels participent au projet. Le premier vol, qui a lieu le 4 juin 1996 est un échec. Le lanceur connaît des débuts difficiles, avec deux échecs (Vol 517 en 2002) totaux et deux échecs partiels sur les quatorze premiers lancements. mais il renoue progressivement avec les succès d'Ariane 4. En 2009, Ariane 5 détient plus de 60 % du marché mondial des lancements des satellites commerciaux en orbite géostationnaire. En décembre 2016, il est prévu que le dernier tir d'Ariane 5 ait lieu en 2023. Le dernier vol d'Ariane 5 a effectivement lieu le 5 juillet 2023, donnant lieu à une période d'un an (jusqu'au vol inaugural d'Ariane 6, le 9 juillet 2024) pendant laquelle l'Europe, dépourvue de lanceur propre, doit recourir à des lanceurs étrangers.
| Caractéristiques             | Ariane 1                           | Ariane 2                      | Ariane 3                                              | Ariane 4                                                     | Ariane 5 G                                | Ariane 5 ECA                                  | Ariane 6                          |
| Dates premier et dernier vol | 1979-1986                          | 1986-1989                     | 1984-1989                                             | 1988-2003                                                    | 1996-2009                                 | 2002-2023                                     | 2024-                             |
| Lancements dont échecs       | 11/2                               | 6/1                           | 11/1                                                  | 116/3                                                        | 24/1 (dont 2 mises sur orbite trop basse) | 84/1 (dont une mise sur orbite trop inclinée) | 1/0                               |
| Charge utile                 | 1,85 t (GTO)                       | 2,21 t (GTO)                  | 2,72 t (GTO)                                          | 2,13 à 4,95 t (GTO)                                          | 6,9 t (GTO)                               | 10,5 t (GTO)                                  | 12 t (A64) 4,5 t (A62) GTO        |
| Masse totale                 | 210 t                              | 219 t                         | 240 t                                                 | 245 à 484 t                                                  | 740-750 t                                 | 760-780 t                                     | 500-800 t                         |
| Hauteur                      | 47,4 m                             | 48,9 m                        | 48,9 m                                                | 54,90 - 58,70 m                                              | 52 m                                      | 56 m                                          | 70 m                              |
| Diamètre                     | 3,8 m                              | 3,8 m                         | 3,8 m                                                 | 3,8 m                                                        | 5,4 m                                     | 5,4 m                                         | 5,4 m                             |
| Propulsion                   | 4 × Viking 2 1 x Viking 4 1 x HM-7 | 4 × Viking 2B Viking 4B HM-7B | 4 × Viking 2B 2 × Propulseurs 1 x Viking 4B 1 x HM-7B | 4 × Viking 4B 0:4 × PAP ou 0 à 4 PAL 1 x Viking 5B 1 x HM-7B | 1 x Vulcain 1 2 x EAP 1 x Aestus          | 1 x Vulcain 2 2 x EAP 1 x HM-7B               | Vulcain 2.1 2 ou 4 P120 1 x Vinci |

## Caractéristiques et performances générales
Commercialisée par la société Arianespace, la fusée effectue cinq à sept lancements par an, en général doubles (deux satellites), depuis le centre de lancement de Kourou, en Guyane. Par rapport à Ariane 4, Ariane 5 est capable d’emporter des charges particulièrement lourdes en orbite basse : la version ECA, la plus récente, peut placer jusqu'à 10,73 tonnes de charge utile en orbite de transfert géostationnaire et 21 tonnes en orbite terrestre basse. Ariane 5 est construite par un consortium d'entreprises européennes, placées sous la maîtrise d’œuvre d'ArianeGroup.
Ariane 5 a été développée pour franchir un saut qualitatif par rapport à Ariane 4. Il était prévu au début de sa conception qu'elle puisse mettre en orbite la navette européenne Hermès et assurer des lancements tous les quinze jours. C'est un lanceur complètement nouveau dans sa conception, à l'architecture simplifiée, et conçu pour constituer la base d'une famille évolutive, dont les performances pourront être augmentées progressivement de façon que le lanceur reste pleinement opérationnel, au moins jusqu'en 2020 :
- Ariane 5 G : (Générique) Plus puissante qu'Ariane 4, elle peut placer jusqu'à six tonnes de charge utile en orbite de transfert géostationnaire. Entre le moteur Viking d'Ariane 4 et le moteur Vulcain d'Ariane 5, la poussée dans le vide est passée de 80 à 110 tonnes ;
- Ariane 5 ECA : Peut placer 10,5 tonnes en orbite de transfert géostationnaire. Elle est équipée avec le moteur Vulcain 2 et un nouvel « étage supérieur cryotechnique A » ;
- Ariane 5 G+ ;
- Ariane 5 ES : Ariane 5 générique équipée d'un étage supérieur réallumable à propergol stockable (EPS).

Suivant les modèles, la capacité d’emport d'Ariane 5 se décide entre Arianespace et ses clients (en général, des grands opérateurs satellites).

## Caractéristiques détaillées du lanceur

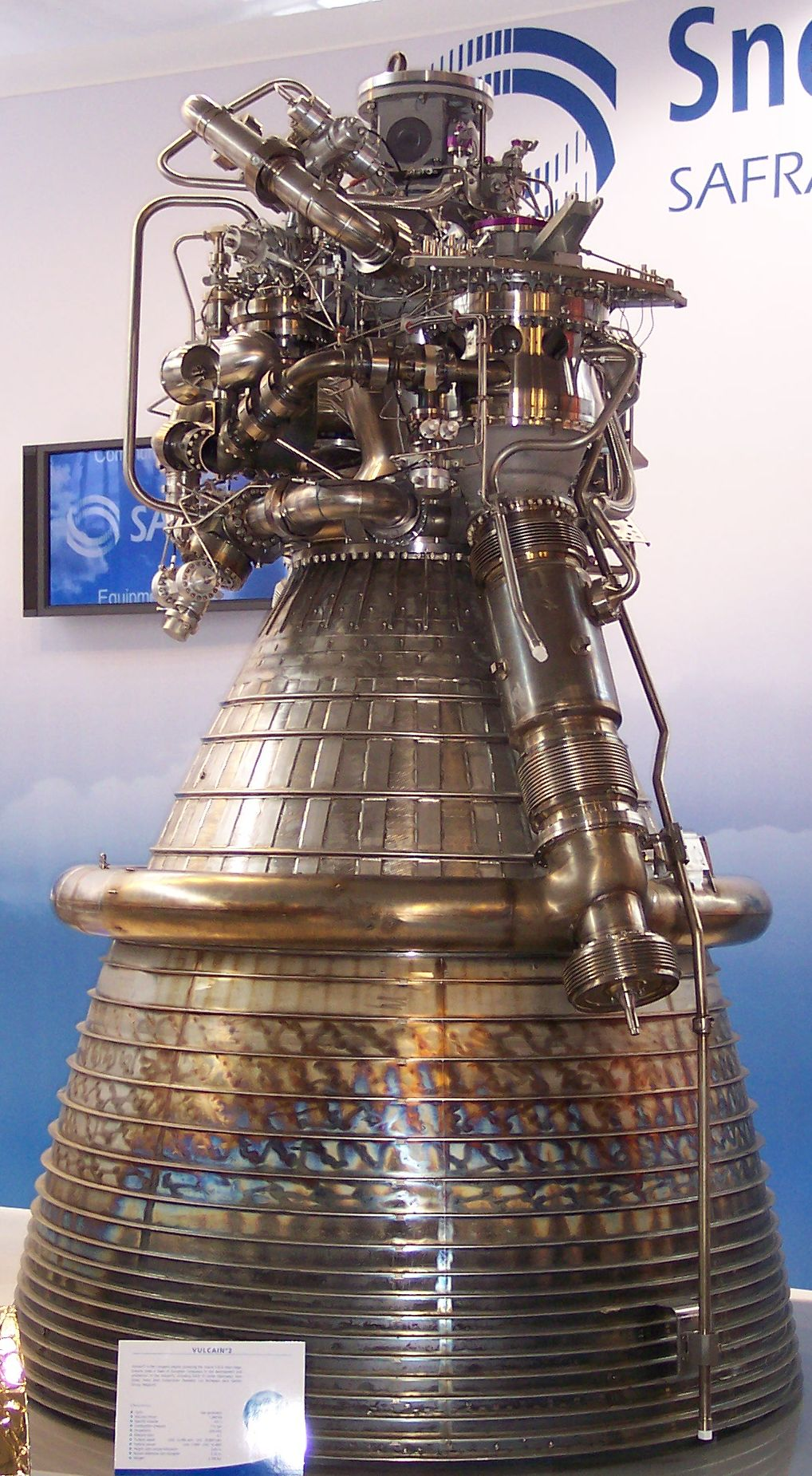
Moteur Vulcain 2.

Ariane 5 est une fusée dont la hauteur est comprise entre 47 et 52 mètres avec sa charge utile et dont la masse s'élève à environ 777 tonnes au décollage. Le diamètre de la partie centrale (sans les propulseurs d'appoint) est de 5,40 m. Le lanceur comprend un étage cryogénique central, deux propulseurs d'appoint et un étage supérieur. L'étage cryogénique (EPC) emporte 220 tonnes d'ergols liquides (hydrogène et oxygène). Les deux propulseurs d'appoint (EAP) emportent 480 tonnes de poudre (propergol solide). Ils consomment deux tonnes de poudre par seconde pendant environ deux minutes. Le lanceur atteint une vitesse supérieure à 8 000 km/h deux minutes après le décollage. Pour les lancements à destination de l'orbite géostationnaire, la vitesse à la séparation de la charge utile est de 10 km/s.

## Composants du lanceur
Selon la terminologie des constructeurs de la fusée, Ariane 5 comprend :
- le composite inférieur qui est la partie du lanceur mise à feu avant le décollage : elle comprend le premier étage cryogénique EPC et les deux propulseurs d'appoint à propergol solide EAP qui fournissent 92 % de la poussée au décollage.
- le composite supérieur regroupe la case à équipements et l'étage supérieur à ergols hypergoliques (étage EPS) ou cryogéniques (ESC),
- la charge utile avec sa coiffe.

### Composite inférieur

#### Premier étage cryogénique EPC

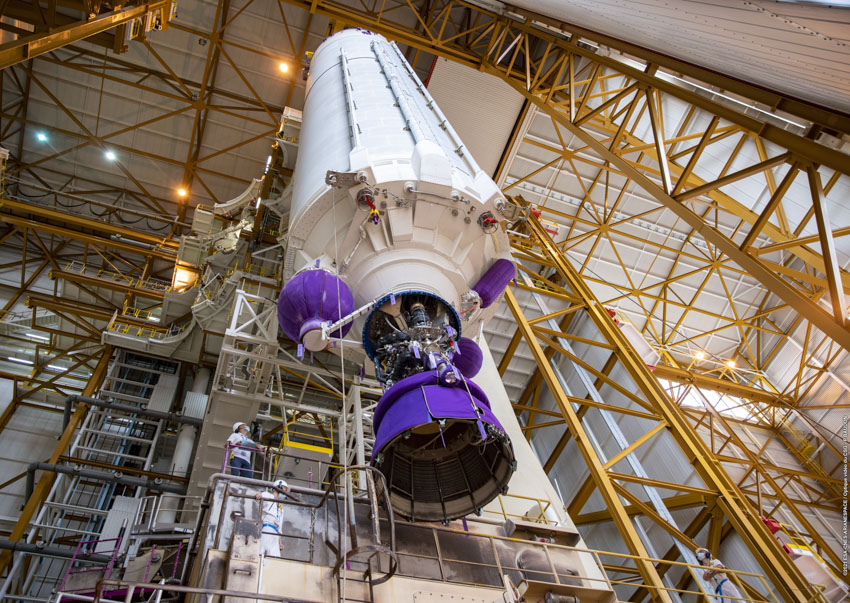
Le premier étage cryogénique EPC dans le batiment d'assemblage.

L'« étage principal cryogénique » (EPC) est composé principalement des deux réservoirs d'ergols liquides et du moteur cryogénique Vulcain (Vulcain II pour Ariane 5 évolution (ECA)). Cet étage est mis à feu dès le décollage et assure seul la propulsion du lanceur durant la deuxième phase de vol du lanceur, après le largage des étages d'accélération à poudre. Il fonctionne en tout durant neuf minutes, pendant lesquelles il fournit une poussée de 1 350 kN pour un poids total de 188,3 t.
D'une hauteur de 30,525 m pour un diamètre de 5,458 m et une masse à vide de 12,3 t, il contient 158,5 t d'ergols, répartis entre l'hydrogène liquide (LH2 - 26 t) et l'oxygène liquide (LOX - 132,5 t). Ces réservoirs sont respectivement d'une capacité de 391 m3 et 123 m3. Ils stockent les ergols refroidis respectivement à −253 °C et −183 °C. L'épaisseur de leur enveloppe est de l'ordre de 4 mm, avec une protection thermique en polyuréthane expansé de 2 cm d'épaisseur.
Les deux réservoirs sont mis sous pression environ 4 h 30 min avant le décollage avec de l'hélium. Cet hélium provient d'une sphère située à côté du moteur Vulcain. Elle est isolée thermiquement par une poche d'air. Elle contient 145 kg d'hélium, pressurisé à 19 bars au décollage puis 17 au cours du vol. Cet hélium va pressuriser les réservoirs à 3,5 bars pour l'oxygène et 2,15 bars pour l'hydrogène. Au cours du vol, l'oxygène est pressurisé à 3,7 puis 3,45 bars. Le débit moyen d'hélium dans le réservoir est de l'ordre de 0,2 kg/s. L'hydrogène liquide est maintenu sous pression par de l'hydrogène gazeux. Cet hydrogène gazeux est prélevé en bas de l'étage avant le moteur, puis réchauffé et transformé en gaz (à environ −170 °C), pour être finalement réinjecté dans le réservoir d'hydrogène liquide. En moyenne, cela représente un débit de 0,4 kg/s. Il y a donc tout un jeu de valves et de vannes pour commander les différentes pressions. Ce système se nomme COPV.
La turbopompe à hydrogène du moteur cryogénique Vulcain tourne à 33 000 tr/min, développant une puissance de 15 MW, soit 21 000 ch (la puissance de deux rames de TGV). Elle fait l'objet d'études très poussées sur la résistance des matériaux, et la conception des roulements et le centrage des masses en mouvement se doivent d'être les plus proches possible de la perfection. La turbopompe à oxygène tourne à 13 000 tr/min et développe une puissance de 3,7 MW. Sa conception est essentiellement axée sur l'emploi de matériaux qui n'entreront pas en combustion avec l'oxygène qu'elle brasse. Le moteur Vulcain reçoit de ces pompes 200 l d'oxygène et 600 l d'hydrogène par seconde.

#### Propulseurs d'appoint à propergol solide EAP
Les « étages d'accélération à poudre » (EAP, ou P230) sont composés d'un tube métallique contenant le propergol solide (la poudre), réalisé dans l'usine Guyanaise REGULUS, et d'une tuyère. Les deux EAP sont identiques, ils entourent l'EPC (« étage principal cryogénique »). Ces propulseurs mesurent chacun 31 m de haut pour 3 m de diamètre. D'une masse à vide de 38 t, ils embarquent 237 t de poudre et délivrent 92 % de la poussée totale du lanceur au décollage (poussée moyenne : 5 060 kN, poussée maximale : 7 080 kN).
Comparés au moteur Vulcain de l'EPC, les deux EAP ne peuvent être éteints une fois allumés, d'où leur danger en cas de défaillance. Ils assurent le support du lanceur au sol, leur séparation du lanceur, la transmission des mesures pendant le vol et leur neutralisation, sur séparation intempestive provoquée par l'EAP ou l'EPC. Chaque EAP est équipé d'un moteur MPS, qui assure la propulsion du booster en délivrant au sol une poussée de 540 tonnes. La courbe de poussée est calculée pour minimiser les efforts aérodynamiques et optimiser les performances : elle est maximale durant les vingt premières secondes avec un long palier de 80 s.
L'EAP est composé de trois segments. Le segment avant S1 est fabriqué en Italie, tandis que les deux autres, S2 et S3, sont directement fabriqués en Guyane dans l'usine UPG (Usine de Propergol de Guyane). Ils sont ensuite acheminés par la route sur le fardier (une remorque à roues multiples conçue pour cet usage), depuis l'usine jusqu'au Bâtiment d'Intégration Propulseurs (BIP). Ils y sont préparés, assemblés en position verticale sur leurs palettes (dont ils resteront solidaires pendant toute la phase de préparation jusqu'au décollage), et tirés par un transbordeur (table mobile de 180 t). Ces opérations de préparation sont réalisées par la société franco-italienne Europropulsion. Le segment S1, le plus haut, mesure 3,5 m de long et contient 23,4 t de poudre. Le segment central, S2, mesure 10,17 m de long et contient 107,4 t de poudre. Le dernier segment, S3, mesure 11,1 m de long et contient 106,7 t de poudre. Il donne directement sur la tuyère, par l'intermédiaire du moteur MPS.
L'enveloppe des segments est en acier de 8 mm d'épaisseur, dont l'intérieur est recouvert d'une protection thermique à base de caoutchouc. Ils sont séparés par des lignes inter-segments d'isolation. Ces joints sont placés entre les segments. Ces segments sont chargés en poudre de manières différentes, avec un creux en forme d'étoile sur le segment supérieur (S1) et une empreinte quasi cylindrique sur les deux autres segments. Le chargement des segments en propergol est réalisé sous vide. La poudre contenue est composée de :
- 68 % de perchlorate d'ammonium (NH4ClO4) : oxydant de la réaction chimique,
- 18 % d'aluminium (Al) : réducteur de la réaction chimique,
- 14 % de polybutadiène et de divers liants chimiques.

La tuyère, à la base du propulseur, est chargée d'évacuer les gaz de propulsion à raison de deux tonnes par seconde. Fixée sur le segment no 3, elle peut s'orienter à 6° et au maximum 7,3°. Elle mesure 3,78 m de long pour un diamètre de 2,99 m et une masse de 6,4 t. Elle est conçue dans un alliage métallique et composite (avec de la silice) pour résister à la très haute température dégagée. La pression de combustion dans l'EAP est de 61,34 bars. Au sommet des segments de poudre, se trouve l'allumeur, mesurant 1,25 m de long pour un diamètre de 47 cm et une masse de 315 kg, dont 65 kg de poudre. Il va permettre d'allumer le propulseur d'appoint en amorçant la combustion de la poudre, qui va générer la combustion de tous les segments de manière progressive. L'allumeur constitue, en lui-même, un petit propulseur. Déclenché par une charge pyrotechnique, il se comporte comme une charge relais qui allume la charge principale. C'est un bloc étoilé qui donne un débit important de gaz chauds pendant une demi-seconde.
Après épuisement de la poudre, 129 à 132 s après leur allumage, ils sont séparés du lanceur à environ 70 km d'altitude pour retomber dans l'Océan Atlantique. Pour cela, on amorce huit fusées d'éloignement réparties ainsi : 4 à l'avant (en haut) et 4 à l'arrière (en bas). Ces fusées contiennent chacune 18,9 kg de poudre et fournissent entre 66 et 73 kN de poussée pendant une demi-seconde,. Si ces propulseurs sont parfois récupérés, ils ne sont toutefois jamais réutilisés, contrairement à ce qui se faisait avec les SRB de la navette spatiale.
Une version améliorée des EAP est en cours de préparation. Le 30 mai 2012, un tir d'essai sur banc de test a montré une poussée moyenne de 7 000 kN (700 t) durant 135 s.

### Composite supérieur

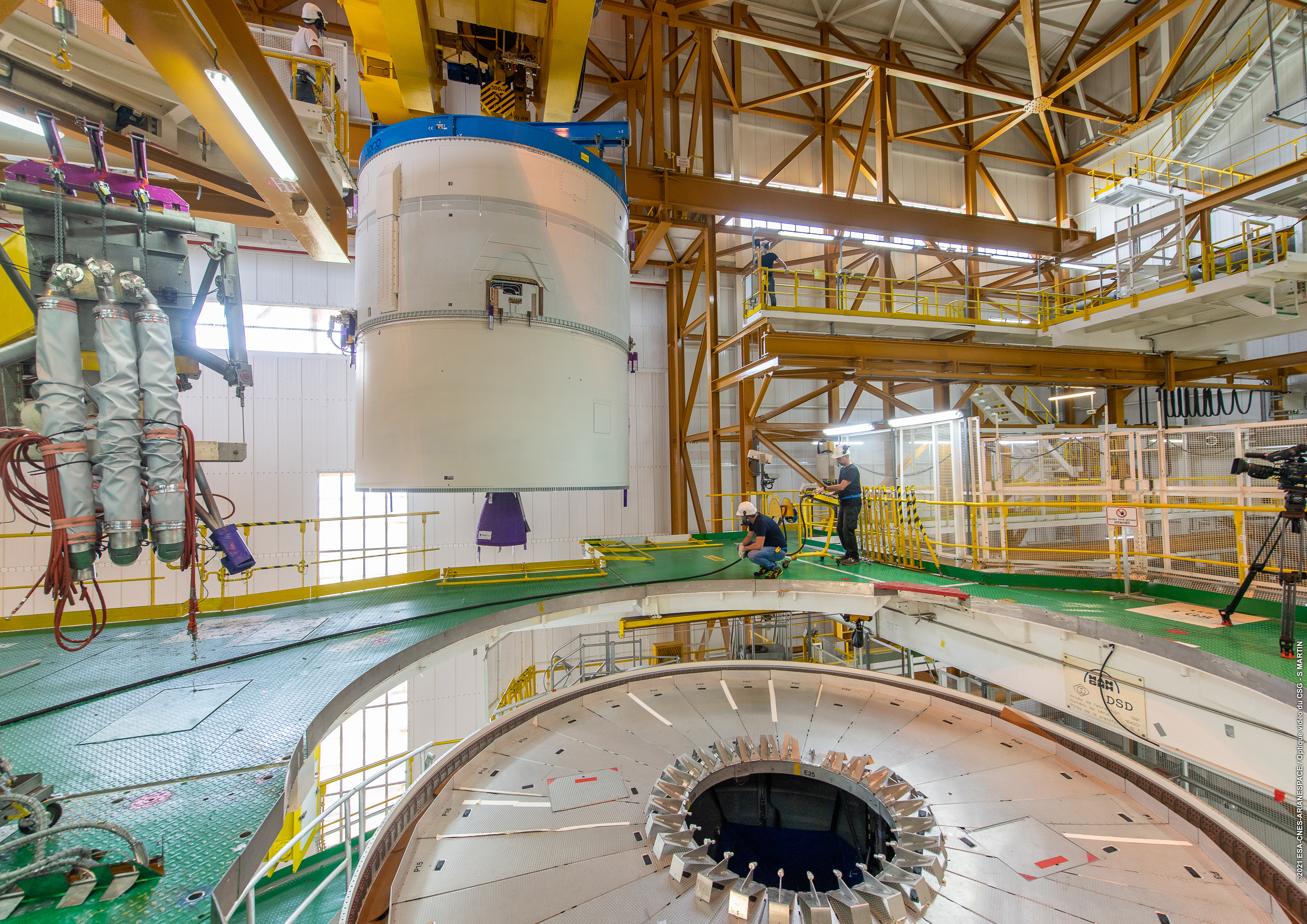
Le composite supérieur comprenant la case à équipements et un étage supérieur cryogénique est gruté pour être assemblé avec le premier étage (lancement télescope spatial James Webb en 2021).

Le composite supérieur comprend la case à équipements et, en fonction de la charge utile emportée, un étage supérieur à moteur à ergols stockables (dans le cas d’une Ariane 5 avec étage supérieur EPS) ou à ergols cryogéniques (dans le cas d’une Ariane 5 avec étage supérieur ESC).
Le composite supérieur assure la propulsion du lanceur après l'extinction et le largage de l'étage EPC. Il fonctionne durant la troisième phase de vol, qui dure environ 25 minutes.

#### Étage supérieur EPS à ergols hypergoliques

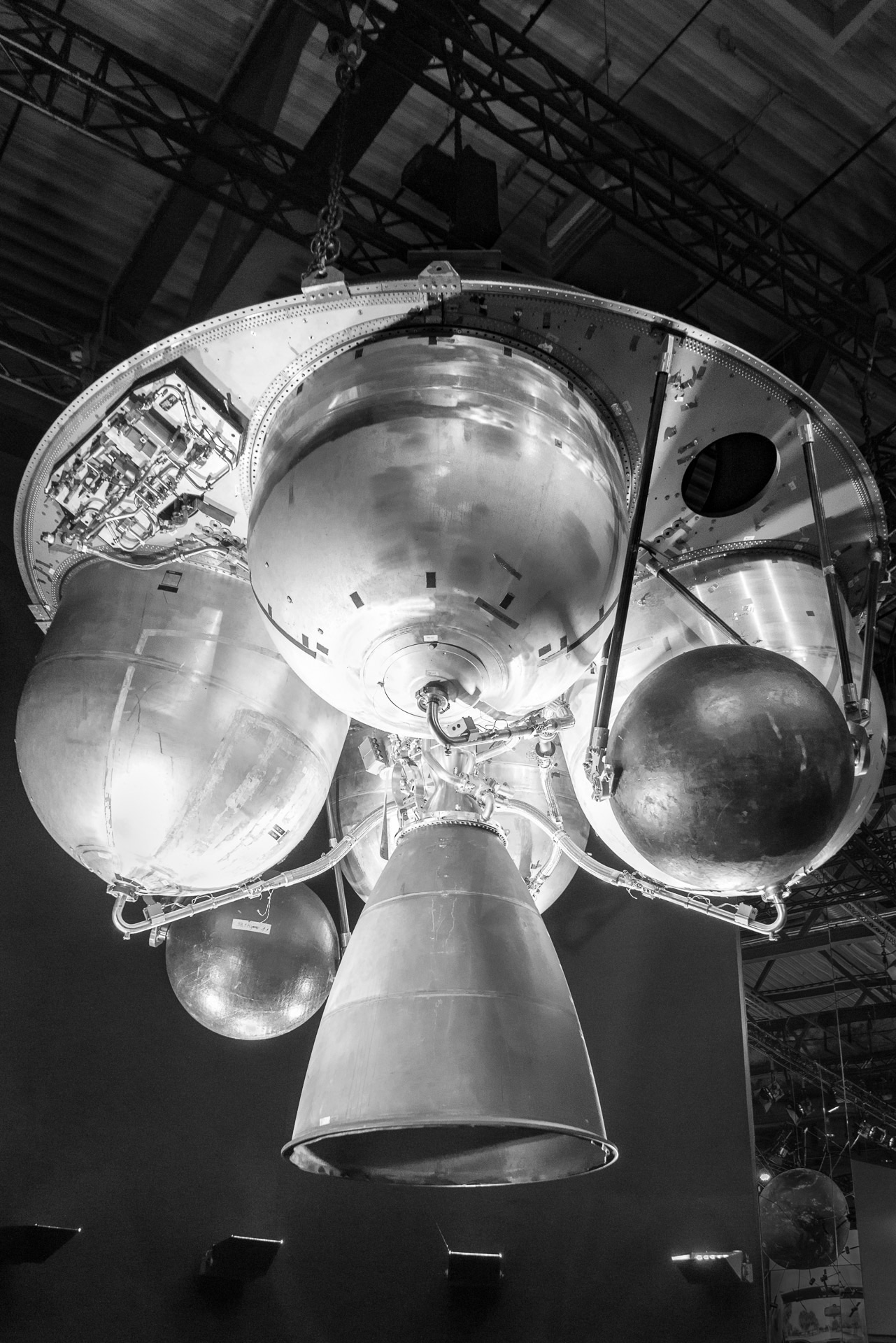
partie inférieure de l'étage EPS avec au centre la tuyère du moteur-fusée Aestus.

Réalisé sous la responsabilité d'Astrium EADS, l'« étage à propergols stockables » (EPS, appelé plus rarement L9) a pour mission d'ajuster la satellisation des charges utiles selon l'orbite visée et d'assurer leur orientation et leur séparation. Situé à l'intérieur du lanceur, il ne subit pas les contraintes de l'environnement extérieur. Sa conception est très basique, se limitant à de simples réservoirs pressurisés dépourvus de turbopompes. Il est constitué d'une structure en nid d'abeilles, du moteur, des réservoirs, des équipements, de raidisseurs disposés en croix et de dix biellettes supportant les réservoirs d'hélium de mise en pression des réservoirs principaux.
De forme tronconique, il s'intercale entre la case à équipements et l'adaptateur de charge utile et mesure 3,356 m de haut (avec la tuyère) pour un diamètre de 3,963 m au niveau de la case à équipements. Au niveau de l'adaptateur de la charge utile, son diamètre est de 2,624 m. D'une masse à vide de 1 200 kg, il est doté de quatre réservoirs en aluminium contenant au total 9,7 tonnes d'ergols, répartis entre 3 200 kg de monométhylhydrazine (MMH) et 6 500 kg de peroxyde d'azote (N2O4).
Pressurisés par deux bouteilles en fibre de carbone gonflées à 400 bars et contenant 34 kg d'hélium, ces réservoirs alimentent un moteur Aestus (Daimler-Benz Aerospace) qui développe une poussée de 29 kN pendant 1 100 s (18 min 30 s). Sa particularité est d'être ré-allumable en vol deux fois, afin d'optimiser certaines charges utiles. Sa tuyère est articulée sur deux axes (9.5°). Dans le cas de missions en orbite basse, l'allumage de l'EPS est précédé d'une phase de vol balistique, qui permet également de libérer l'orbite d'une charge utile après sa séparation.
Ce dispositif est utilisé pour la dernière fois pour la version Ariane 5 ES.

#### Étage supérieur ESC à ergols cryogéniques

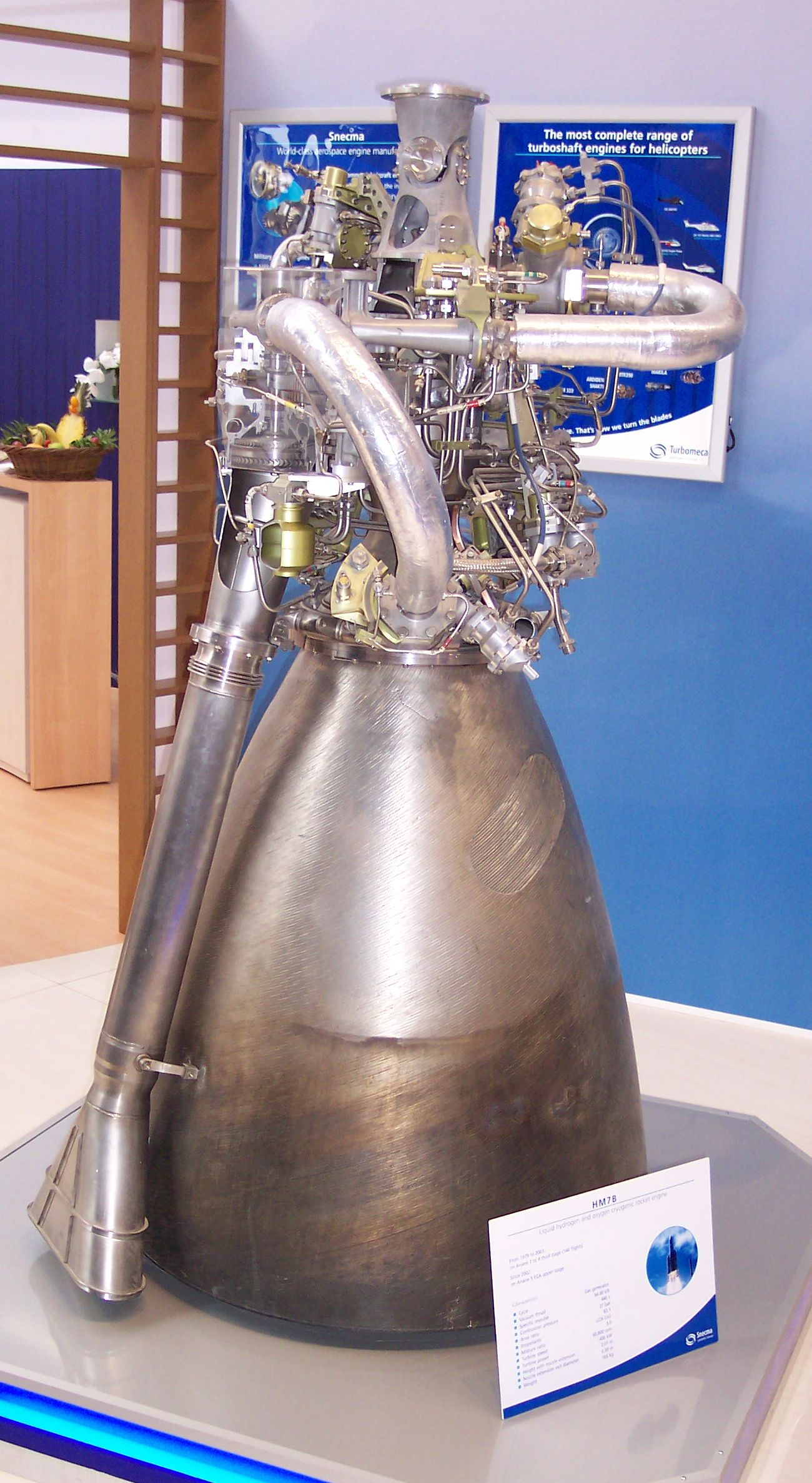
Le moteur HM-7B.

L'« étage supérieur cryogénique » (ESC), haut de 4,71 mètres pour un diamètre de 5,4 mètres, a une masse à vide de (4,54 tonnes et emporte 15 tonnes d'ergols. L’ESC utilise, comme son nom l’indique, un moteur HM-7B brûlant des ergols cryogéniques (Oxygène et hydrogène liquides). Il fournit une poussée de 65 kN pendant 970 s. La poussée est non modulable et le moteur n'est pas réallumable. Le moteur haut de 2 mètres pour un diamètre maximal de 99 centimètres a une masse à vide de 165 kilogrammes. Le moteur HM-7B dérive du moteur HM-7 qui propulsait le troisième étage des lanceurs Ariane 1, 2, 3 et 4. L'étage ESC a été utilisé pour la première fois par la version ECA du lanceur Ariane 5 dont le premier vol a eu lieu en 2002.

#### Case à équipements
La case à équipements accueille le système de contrôle et de guidage du lanceur. Elle est située directement au-dessus de l'EPC dans le cas d'une Ariane 5 Générique ou en version A5E/S et entoure alors le moteur Aestus de l'EPS. Dans le cas d'une Ariane 5E/CA, la case à équipements est située au-dessus de l'ESC. La case à équipements est le véritable poste de pilotage du lanceur. Il orchestre l'ensemble des contrôles et des commandes de vol, les ordres de pilotage étant donnés par les calculateurs de bord via des équipements électroniques, à partir des informations fournies par les centrales de guidage. Ces calculateurs envoient également au lanceur tous les ordres nécessaires à son fonctionnement, tels que l'allumage des moteurs, la séparation des étages et le largage des satellites embarqués. Tous les équipements sont doublés (redondance), pour qu'en cas de défaillance de l'un des deux systèmes, la mission puisse se poursuivre.
La case à équipements mesure 5,43 m de diamètre à sa base et 5,46 m au sommet, pour permettre d'y fixer soit la structure SPELTRA (Structure Porteuse Externe pour Lancements Multiples), soit la coiffe. Sa hauteur est 1,56 m, pour une masse de 1 500 kg. L'interface avec l'EPS qui va se glisser dans l'anneau mesure au sommet 3,97 m de diamètre. L'anneau porteur sur lequel reposent les instruments mesure alors 33,4 cm de large. Voici les principaux instruments qu'il contient :
- correcteur d'attitude ;
- systèmes de Référence Inertielle (SRI) : Ce sont des pièces maîtresses du contrôle du vol d'Ariane 5. Elles intègrent deux centrales inertielles, qui donnent la position du lanceur dans l'espace, ainsi que quatre accéléromètres, qui donnent l'accélération que subit le lanceur ;
- calculateurs OBC (On Board Computer) : En utilisant les informations des SRI, ils commandent les moteurs du lanceur pour qu’il atteigne son objectif. Ils calculent la trajectoire de vol ;
- unité de centrale télémesure : Unité qui traite les informations de l'ensemble des capteurs, ainsi que l'espionnage des bus SDC, à envoyer au sol[19] ;
- antennes émettrice et réceptrice de télémesure avec les radars au sol ;
- boîtier de commande de sauvegarde : Il commande la destruction du lanceur en cas de défaillance grave, ou sur commande de la salle de contrôle au sol ;
- connexion électrique SPELTRA / Coiffe : interface électrique vers la coiffe ou via la SPELTRA ;
- interface électrique avec l'EPS ;
- éectronique séquentielle : Elle permet de bien exécuter les opérations de tir dans le bon ordre et en respectant les intervalles de temps prévues ;
- passage ligne MMH : Trou permettant de faire passer la canalisation alimentant l'EPS en monométhylhydrazine (MMH), qui est un des combustibles utilisés ;
- centrale de commutation : Système qui permet au calculateur de bord de basculer sur l'autre système en cas de défaillance du premier ;
- pile et batteries ;
- trous pour le passage de câbles vers l'EPC, la charge utile, la ventilation ;
- système de conditionnement d'air : Permet de maintenir l'électronique de bord à une température correcte de fonctionnement ;
- électronique de pilotage électrique ;
- vannes d'isolement SCA : Permettent de contrôler les moteurs du système SCA ;
- réservoirs sphériques en titane, contenant l'hydrazine pour le SCA.

La case à équipements abrite également le Système (propulsif) de Contrôle d'Attitude, plus fréquemment désigné par ses initiales SCA, qui comprend deux blocs de tuyères alimentées en hydrazine (N2H4). Elles permettent notamment le contrôle en roulis du lanceur, pendant les phases propulsées, et le contrôle d'attitude du composite supérieur, pendant la phase de largage des charges utiles. La durée de fonctionnement maximale spécifiée de la case est de l'ordre de 6 900 secondes, cette durée d'utilisation maximale étant généralement observée lors des missions en orbite basse. Le SCA permet également de pallier les irrégularités du moteur Vulcain, tandis qu'il permet de positionner des satellites en 3D. Il intègre deux réservoirs sphériques en titane, contenant chacun au décollage 38 litres d'hydrazine, pressurisée à 26 bars par de l'azote. Le système inclut également deux modules à trois propulseurs de 460 N de poussée (au niveau de la mer).
Durant la première phase du vol, le roulis du lanceur est géré par les deux EAP, dont les tuyères orientables permettent de diriger la fusée sur tous les axes. Le lanceur ne doit pas se mettre en rotation, car il perdrait alors de l'énergie et cela entraînerait un « plaquage » des ergols de l'EPC sur leurs parois, conséquence de la force centrifuge qui ferait alors apparition. Comme les canalisations et les sondes qui mesurent la quantité d'ergols restants sont placées au milieu du réservoir, cela pourrait occasionner un arrêt prématuré des moteurs, à la suite d'un désamorçage des turbopompes. Ce cas de figure s'est déjà produit sur le deuxième vol de qualification de la fusée (vol 502).
Une fois les EAP largués, il ne reste plus qu'un seul moteur, le Vulcain, et il n'est donc alors plus possible de jouer sur l'inclinaison des tuyères pour stopper le roulis de la fusée. C'est là que le SCA trouve toute son utilité, car avec ses trois propulseurs, il va pouvoir stopper cette rotation. Ces trois moteurs sont braqués de la manière suivante : un vers la droite, un vers la gauche, et le dernier vers le bas. À la suite de l'échec du vol 502, il fut déterminé que le nombre de propulseurs n'était pas suffisant pour contrer le phénomène et les responsables ont préféré prendre leurs précautions en renforçant le système : dorénavant, le système contient six sphères et dix propulseurs, ce qui porte par ailleurs la masse totale de la case à équipements à 1 730 kg.

### Charge(s) utile(s)
|                 |         |         | Charge utile | Charge utile |
| Lanceur         | Masse   | Hauteur | Orbite basse | Orbite GTO   |
| --------------- | ------- | ------- | ------------ | ------------ |
| Ariane 5 ECA    | 777 t   | 53 m    | 21 t         | 10,5 t       |
| Longue Marche 5 | 867 t   | 57 m    | 23 t         | 13 t         |
| Atlas V 551     | 587 t   | 62 m    | 18,5 t       | 8,7 t        |
| Delta IV Heavy  | 733 t   | 71 m    | 29 t         | 14,2 t       |
| Falcon 9 FT     | 549 t   | 70 m    | 23 t         | 8,3 t        |
| Proton-M/Briz-M | 713 t   | 58,2 m  | 22 t         | 6 t          |
| H-IIB           | 531 t   | 56,6 m  | 19 t         | 8 t          |
| Falcon Heavy    | 1 421 t | 70 m    | 64 t         | 27 t         |

La charge utile est constituée des satellites qui doivent être placés sur orbite. Pour permettre les lancements de plusieurs satellites, ceux-ci sont disposés sous la coiffe dans un module SPELTRA (Structure Porteuse Externe pour Lancements Multiples) ou SYLDA (SYstème de Lancement Double Ariane). Fonctionnant un peu comme une étagère, ces modules permettent de placer en orbite deux satellites distincts, l'un après l’autre : un des satellites est positionné sur le module SPELTRA/SYLDA, l'autre à l'intérieur.
Les charges utiles et le séparateur sont largués durant la quatrième phase de vol : la phase balistique. Selon les caractéristiques de la mission, les largages peuvent être faits immédiatement ou plusieurs dizaines de minutes après le début de cette phase. Les actions effectuées sont des mises en rotation, des éloignements, etc.
Dans le cas d'un lancement simple, le satellite est directement placé sur l'EPS, mais lorsqu'il s'agit d'un lancement double, le satellite du bas est installé sous la cloche formée par la SPELTRA ou le SYLDA et le deuxième satellite vient ensuite prendre appui sur la structure porteuse. Toutes les interfaces de charge utile utilisent un diamètre de 2,624 m, qu'elles soient sur l'EPC ou les modules de lancement multiples. Les installations de satellites peuvent donc parfois nécessiter l'emploi d'adaptateurs de charge utile, s'ils ne peuvent pas utiliser directement ce diamètre pour être installés dans la coiffe. Afin d'améliorer l'offre commerciale proposée par le lanceur, trois adaptateurs seront développés, contenant des interfaces d'un diamètre compris entre 93,7 cm et 1,666 m, et supportant des charges utiles d'une masse allant de 2 à 4,5 tonnes. Ils incluront les boulons de fixation, les ressorts du système de séparation et un système d'alimentation électrique pour le satellite concerné.

#### SPELTRA

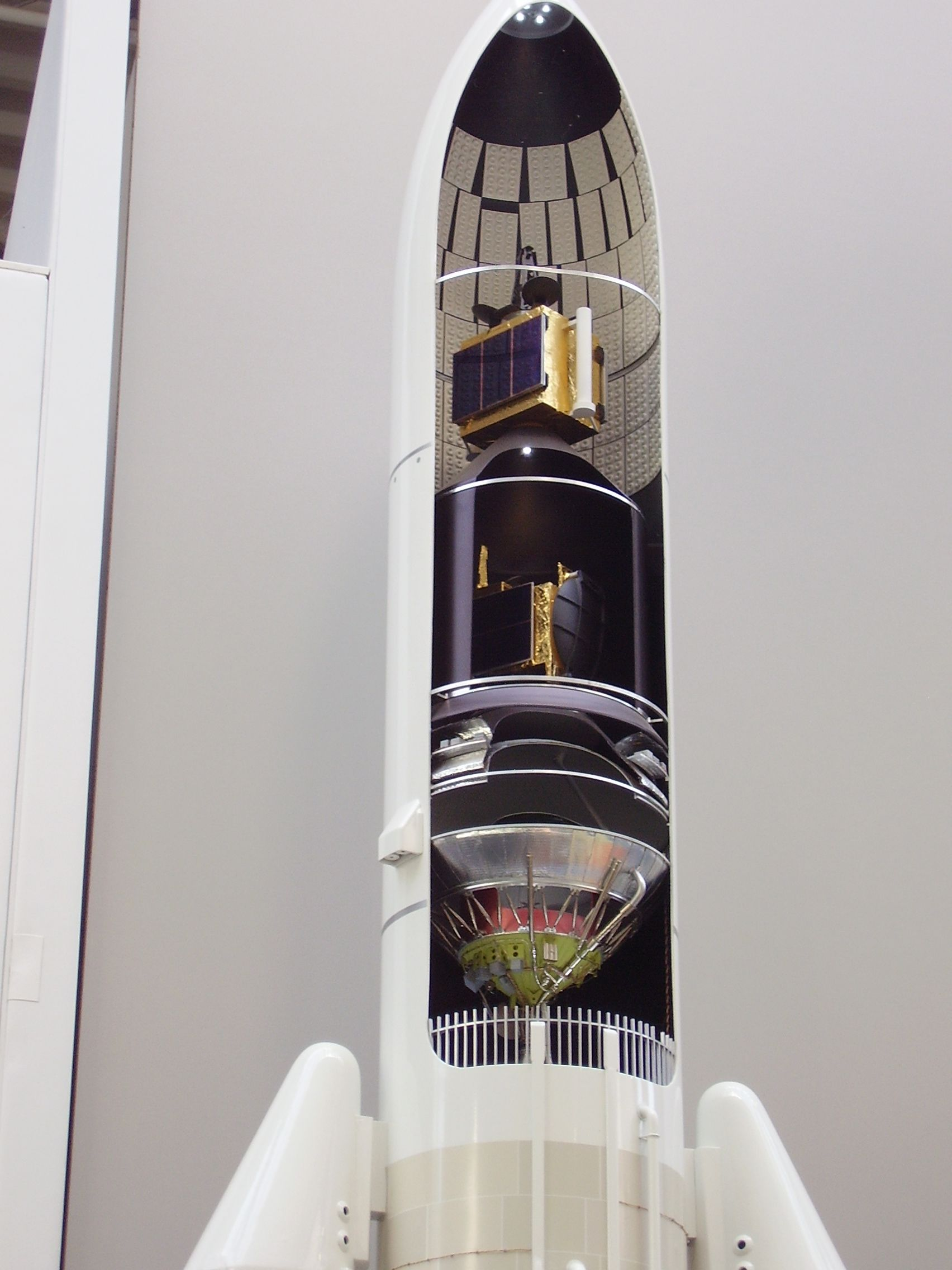
Représentation en coupe de la partie supérieure d'une fusée Ariane 5. En bas, sous les deux satellites, l'étage supérieur cryotechnique (ESC) et son moteur HM-7 (tuyère métallique sous la partie verte). La partie noire en forme de cloche qui sépare les deux satellites est la structure SYLDA.

La SPELTRA est une structure en nid d'abeilles de forme cylindrique avec une partie supérieure tronconique (6 panneaux). Construite en composite de type « carbone-résine » d'une épaisseur de 3 cm, elle comporte de une à six portes d'accès et une prise ombilicale pour relier la charge utile au mât de lancement. Elle est utilisée depuis le premier vol d'Ariane 5.
Contrairement au SYLDA, qui est logé dans la coiffe, la SPELTRA se place entre la case à équipements et la coiffe, comme c'était déjà le cas pour la SPELTRA d'Ariane 4. Elle a donc un diamètre extérieur de 5,435 m, pour un diamètre intérieur de 5,375 m. La partie inférieure se pose sur la case à équipements, tandis que la partie supérieure cylindrique sert de cadre de liaison pour la coiffe. La partie tronconique sert d'adaptateur pour les charges utiles.
Elle existe en deux versions : une courte et une longue. La première mesure 4,16 m, auxquels s'ajoutent les 1,34 m de la partie conique coupée en haut, ce qui donne une hauteur totale de 5,50 m, pour une masse de 704 kg. De la même manière, la grande version mesure 7 m de haut pour une masse de 820 kg.

#### SYLDA
De sa vraie désignation SYLDA 5, cette structure est interne à la coiffe, et ne la soutient pas, contrairement à la SPELTRA. Conçue par le groupe industriel Daimler-Benz Aerospace, elle mesure 4,903 m de haut pour une masse de 440 kg.
Le cône du bas mesure 59,2 cm d'épaisseur pour un diamètre à la base de 5,435 m. Il est surmonté par la structure cylindrique, d'un diamètre de 4,561 m pour une hauteur de 3,244 m, qui est elle-même surmonté par un cône de 1,067 m avec un diamètre final de 2,624 m au niveau de la zone d'interface avec la charge utile.
Le SYLDA 5 a été utilisé pour la première fois lors du 5e vol d'Ariane 5 (vol V128) en mai 2000 (satellites Insat 3B et AsiaStar),.

#### Coiffe

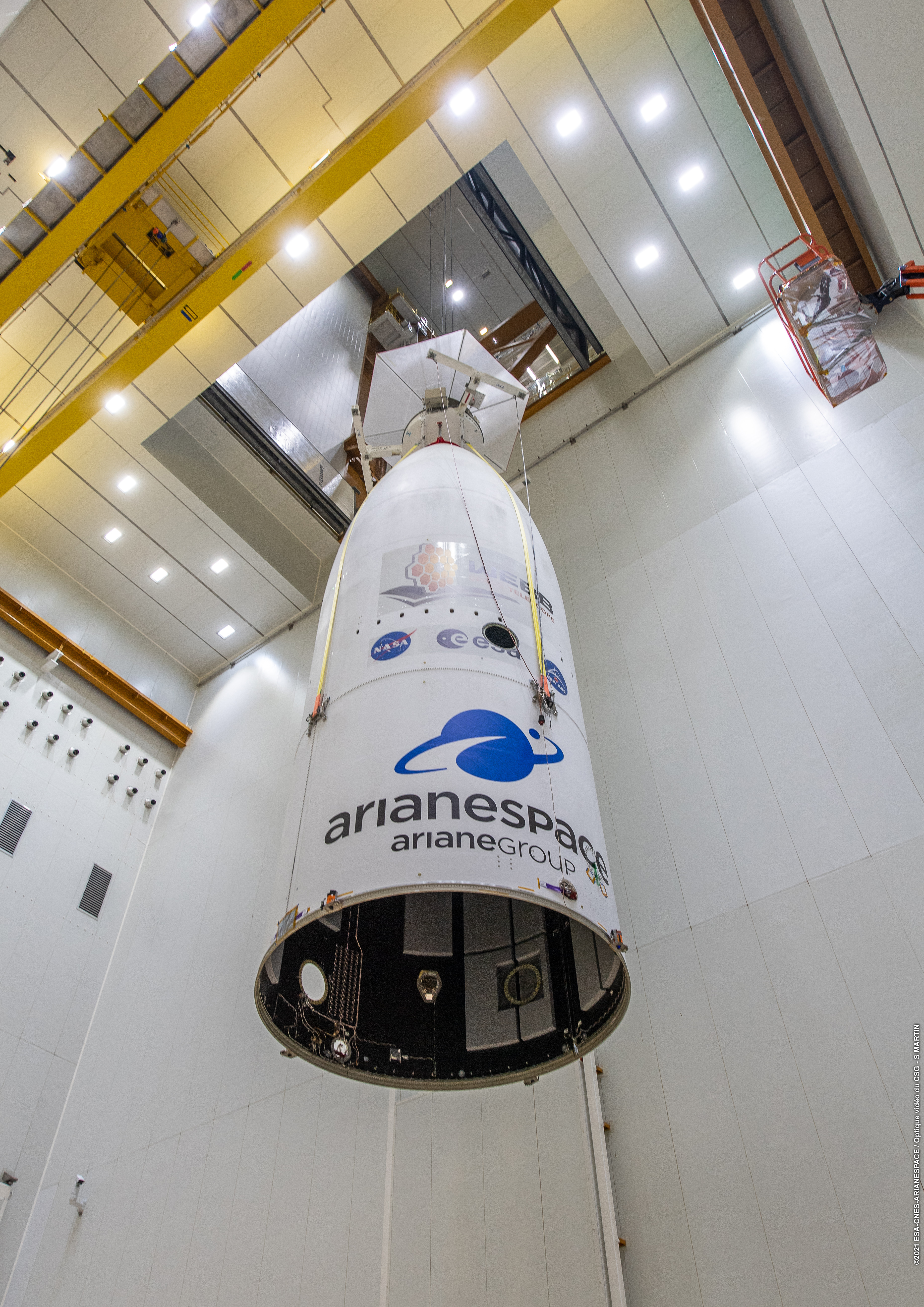
La coiffe utilisée pour le lancement du télescope spatial JWST.

La coiffe protège les charges utiles durant le vol dans l'atmosphère et est larguée dès qu'elle n'est plus utile, afin d'alléger le lanceur. Ce largage est effectué peu après la séparation des EAP, à une altitude d'environ 106 km, 202,5 s après le décollage.
C'est une structure d'un diamètre extérieur de 5,425 m pour un diamètre intérieur utile de 4,57 m. Elle existe en deux longueurs : la « courte », mesurant 12,728 m de haut pour une masse de 2 027 kg, et la « longue », mesurant 17 m de haut pour une masse de 2 900 kg. Elle est équipée d'une prise ombilicale électrique pour relier la charge utile au mât et d'une prise pneumatique pour le confort satellite, d'une porte d'accès de 60 cm de diamètre et d'une protection acoustique, constituée d'un assemblage de boudins en plastique absorbant les vibrations. 1 200 résonateurs, installés sur 74 panneaux à base de mousse polyamide, recouvrent la paroi interne sur 9,3 m. Le bruit présent à l'intérieur reste toutefois d'un niveau très élevé, atteignant plus de 140 décibels, ce qui est au-delà du maximum supportable par une oreille humaine. Ce bruit se manifeste essentiellement dans les basses fréquences. La coiffe courte a été utilisée depuis le 1er vol et la version longue à partir du 11e, en mars 2002 (vol V145). La coiffe est fabriquée en Suisse par la société RUAG Space.

## Versions du lanceur fabriquées
Plusieurs versions du lanceur ont été fabriquées. Seule la version ECA est utilisée depuis 2018.

### Ariane 5 G

Coupe verticale de la fusée Ariane 5 GS.

Seize lanceurs Ariane 5 G (pour « générique ») ont été lancés entre le 10 décembre 1999 et le 27 septembre 2003.

### Ariane 5 G+
Cette version d'Ariane 5 G a un second étage amélioré, avec une charge possible de 6 950 kg. Trois lanceurs de ce type ont été tirés, entre le 2 mars et le 18 décembre 2004.

### Ariane 5 GS
Cette version dispose des mêmes EAP que l'Ariane 5 ECA et d'un premier étage modifié avec un moteur Vulcain 1B. Charge possible de 6 100 kg en orbite de transfert géostationnaire (GTO). Six tirs ont eu lieu entre le 11 août 2005 et le 18 décembre 2009.

### Ariane 5 ES
Cette version est conçue pour placer en orbite basse le vaisseau cargo ATV, ravitaillant la Station spatiale internationale. Elle peut lancer jusqu'à 21 t de charge utile sur cette orbite.
Ariane 5 ES réalise trois allumages de son étage supérieur, pour répondre aux besoins très spécifiques de la mission. Par ailleurs, ses structures ont été renforcées pour soutenir la masse imposante de l'ATV (20 tonnes). Huit tirs ont eu lieu entre le 9 mars 2008 et le 25 juillet 2018.
Son premier lancement a eu lieu le 9 mars 2008.
- 9 mars 2008 : Vol 181, ATV-1 Jules Verne[30].
- 16 février 2011 : Vol 200, ATV-2 Johannes Kepler[31].
- 23 mars 2012 : Vol 205, ATV-3 Edoardo Amaldi[32].
- 5 juin 2013 : Vol 213, ATV-4 Albert Einstein[33]
- 29 juillet 2014 : Vol 219, 5e et dernier lancement d'un ATV (ATV-5 Georges Lemaître)[34].

Afin d'accélérer le déploiement de la constellation Galileo, Arianespace annonce, le 20 août 2014, le lancement de 12 satellites par 3 tirs du lanceur Ariane 5 ES. Ils seront lancés par quatre à partir de 2015,. Ce programme a été achevé le 25 juillet 2018.
- 17 novembre 2016 : Vol 233, Satellites Galileo-FOC-FM no 15, 16, 17 et 18[37].
- 12 décembre 2017 : Vol 240 Satellites Galileo-FOC-FM no 19, 20, 21 et 22
- 25 juillet 2018 : Vol 244 Satellites Galileo-FOC-FM no 23, 24, 25 et 26

### Ariane 5 ECA
Ariane 5 ECA, aussi appelée Ariane 5 « 10 tonnes », en référence à sa capacité proche de dix tonnes de mise en orbite de transfert géostationnaire comporte un premier étage EPC motorisé par le Vulcain 2, plus puissant que le Vulcain 1, et son second étage ESC utilise le moteur cryotechnique HM-7B, déjà utilisé pour le troisième étage d'Ariane 4.

Coupe verticale de la fusée Ariane 5 ECA.

Depuis fin 2009, c'est la seule version utilisée pour lancer des satellites commerciaux. Elle a été tirée 84 fois et n'a connu qu'une défaillance, lors du vol V157 (1er tir) le 11 décembre 2002,.
Le 26 novembre 2019 marque, avec le 250e vol d'une Ariane, les 40 ans d'exploitation du lanceur depuis le 24 décembre 1979.
Le 25 décembre 2021 à 0 h 20 UTC un lanceur Ariane 5 a placé le télescope James Webb sur une trajectoire vers le point de Lagrange L2 du système Soleil-Terre.

#### Les limites de la version ECA
Ariane 5 peut rester concurrentielle tant qu'elle peut lancer deux satellites commerciaux en orbite géostationnaire. Malheureusement, la croissance du poids des satellites géostationnaires pourrait remettre en question la position bien établie du lanceur sur ce segment. Le satellite TerreStar-1 (6,7 tonnes au lancement) a établi un nouveau record de masse, mais le lanceur Ariane 5 chargé de le placer en orbite n'a pu effectuer de lancement double, et le prix du lancement a dû être acquitté par le seul opérateur de TerreStar-1. Si cette situation se généralisait, les lanceurs aux capacités plus faibles et optimisés pour un lancement simple, comme Proton-M, d'ILS, et Zenit-3 pourraient devenir plus concurrentiels qu'ils ne le sont actuellement.
Le deuxième étage d'Ariane 5 ne peut pas être ré-allumé, contrairement à ceux des lanceurs russes Zenit et Proton, qui utilisent cette technologie depuis plusieurs décennies. Les orbites de certains satellites nécessitent cette capacité. C'est ainsi que le lancement, le 20 avril 2009, d'un satellite militaire italien (Sicral 1B) a été confiée au lanceur russo-ukrainien Zenit-3, et non à une fusée européenne.

### La versionME(Midlife Evolution) annulée
Pour pallier ces limitations, il était prévu de développer une version ME, initialement appelée Ariane 5 ECB. Celle-ci devait comporter un nouvel étage supérieur cryotechnique et réallumable, qui devait utiliser un nouveau moteur Vinci plus puissant, en cours de développement chez Snecma (Safran). Grâce à cet étage, Ariane 5 ME aurait alors été capable de lancer jusqu'à 12 tonnes de charge utile en orbite de transfert géostationnaire (GTO). Le premier vol était prévu en 2017 ou 2019.
Le développement de cette version, avec un financement pour deux ans jusqu'en 2014, décidé lors de la session ministérielle du Conseil de l'ESA en novembre 2012, n'est plus d'actualité, elle est remplacée par la future Ariane 6.
| Version                                           | Ariane 5 G | Ariane 5 ECA | Ariane 5 ME |
| ------------------------------------------------- | ---------- | ------------ | ----------- |
| Station spatiale internationale (t)               | 19,7       | 18,3         | 23,2        |
| Orbite de transfert géostationnaire (t)           | 6,6        | 10,5         | 12          |
| Injection vers la Lune (t)                        | 5          | 7,8          | 10,2        |
| Orbite lunaire (t)                                | 3,6        | 5,65         | 7,45        |
| Sol lunaire à l'équateur (masse charge utile) (t) | 1,8 (0,9)  | 2,8 (1,4)    | 3,7 (1,8)   |
| Sol lunaire au pôle (masse charge utile) (t)      | 0,9 (0,4)  | 1,4 (0,7)    | 1,85 (0,9)  |
| Injection vers orbite martienne (t)               | 3,25       | 5,15         | 8           |
| Orbite martienne (t)                              | 2,25       | 3,6          | 5,6         |

## Les installations d'assemblage et de lancement

Plan détaillé des installations destinées à la préparation et au lancement des lanceurs Ariane 5 (ELA 3) et Vega (ELV).

La fusée Ariane 5 est lancée depuis le Centre spatial guyanais, construit par le CNES en Guyane française (Amérique du Sud) près de la ville de Kourou. Des installations adaptées à Ariane 5 ont été construites sur cette base qui a lancé les versions précédentes du lanceur Ariane.
L'ensemble de lancement de la fusée Ariane 5 (ELA-3, acronyme d'Ensemble de Lancement Ariane 3), qui occupe une superficie de 21 km2, est utilisé pour lancer les fusées Ariane 5 et a été de 2003 jusqu'en 2009 le seul site actif après l'arrêt des lancements d'Ariane 4. Il comprend :
- Un bâtiment (S5) dans lequel sont préparés les satellites (vérification et chargement en ergols) ;
- le bâtiment d'intégration lanceur (BIL Schéma : 4) dans lequel sont assemblés verticalement sur la table de lancement les éléments des lanceurs Ariane 5 (propulseurs à poudre (EAP), étage principal cryogénique (EPC), étage supérieur (EPS ou ESC) ainsi que la case à équipements). Cette dernière se déplace sur une double voie ferrée pour aller d'un site d'assemblage à un autre et est équipée d'un mât qui la connecte à la fusée et maintient la fusée durant ses déplacements. Les propulseurs à poudre proviennent du bâtiment d'intégration des propulseurs (BIP) dans lequel ils ont été assemblés.
- le bâtiment d'assemblage final (BAF Schéma : 5) de 90 mètres de haut dans lequel sont assemblés les satellites, l'adaptateur, la coiffe et la fusée.
- la zone de lancement (ZL Schéma : 6) est éloignée des bâtiments précédents pour limiter l'impact d'une explosion du lanceur durant la phase de décollage.
- Le centre de lancement (CDL 3 Schéma : 7) en partie blindé (en particulier le toit).

Les bâtiments d'assemblage (BIL, BAF) ainsi que la zone de lancement sont reliés par une double voie ferrée sur laquelle circule la table de lancement mobile portant la fusée. L'aménagement permet huit lancements par an.

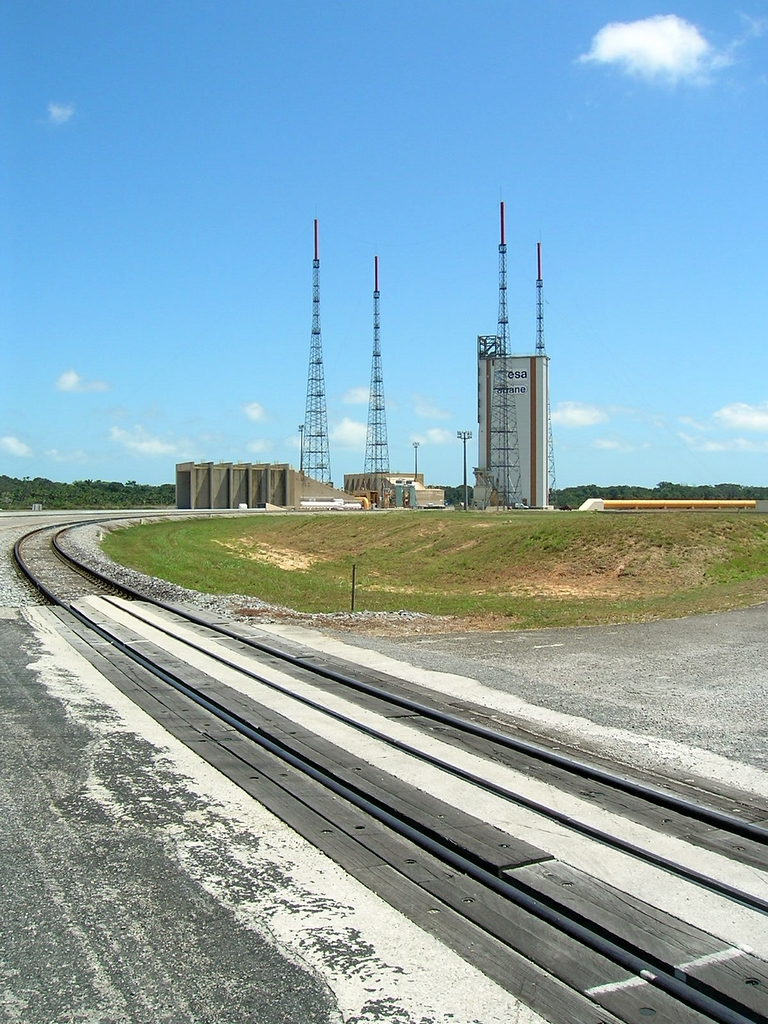
Aire de lancement d'Ariane 5 à Kourou.

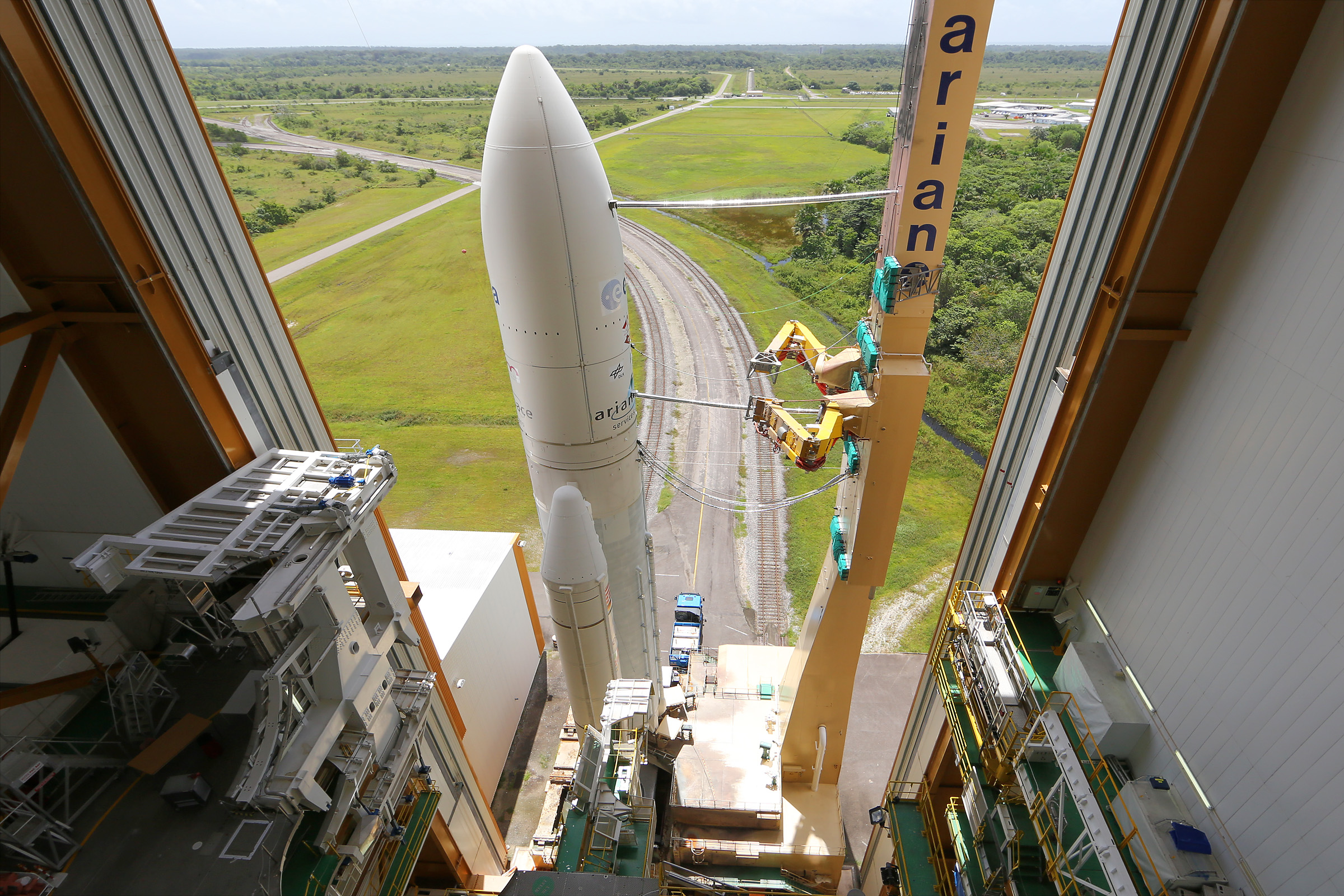
Ariane 5 quitte le bâtiment d'assemblage.

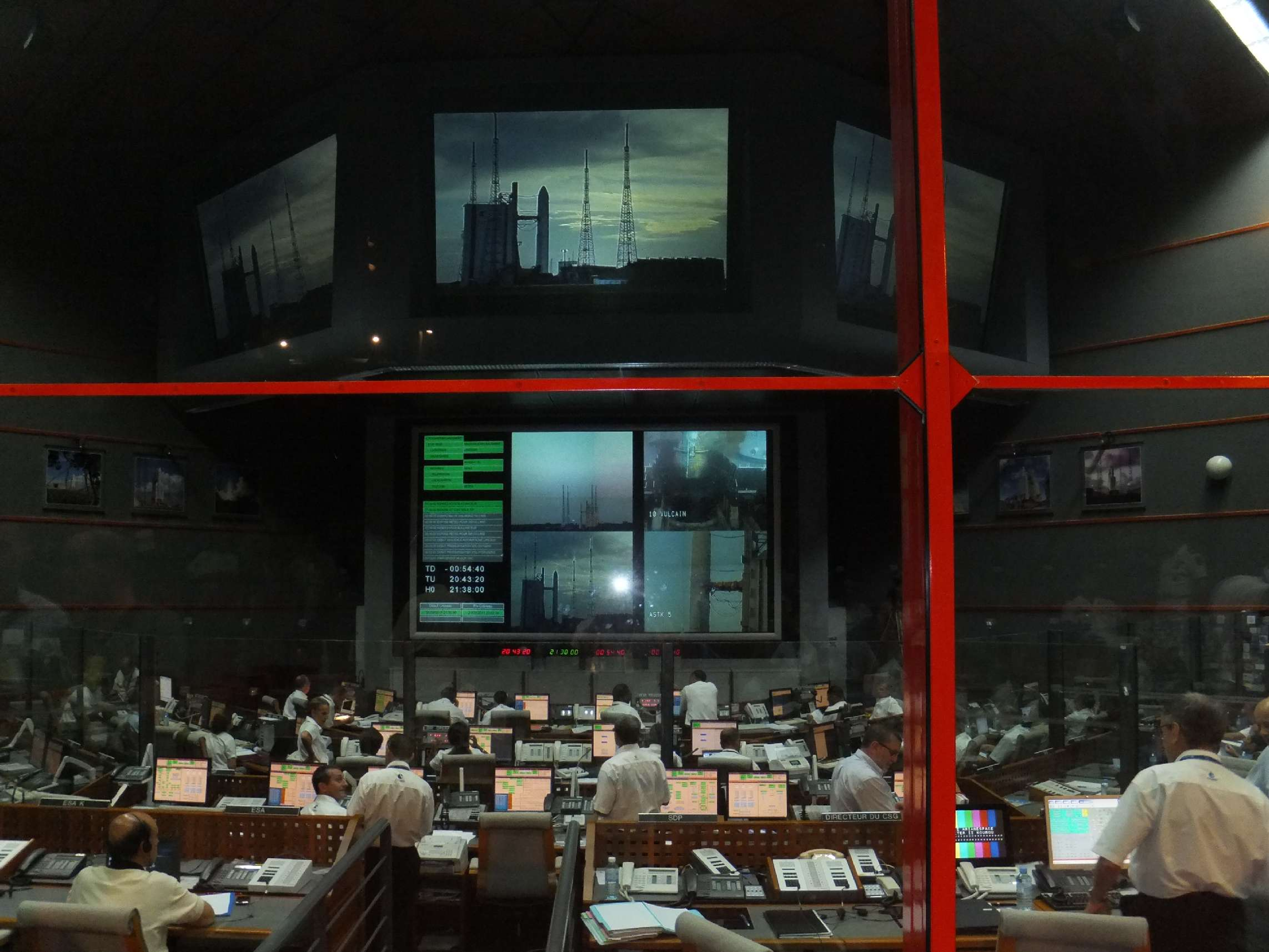
Centre de contrôle.

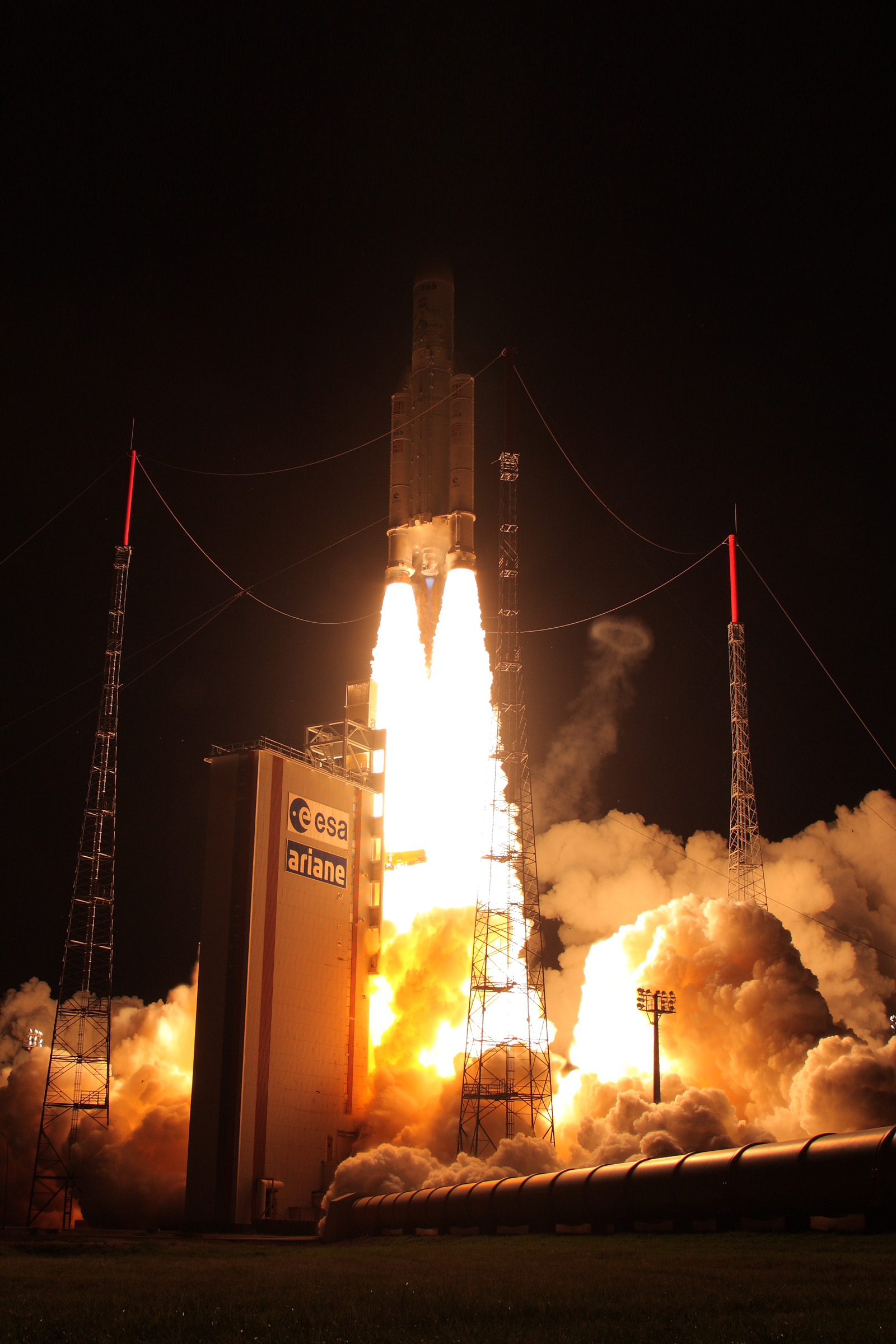
Décollage d'une Ariane 5 ES avec l'ATV 4.

Une partie du lanceur Ariane 5 est fabriquée sur place. Une unité de production fabrique et coule le propergol solide de deux des trois segments de chaque propulseur à poudre (EAP) de la fusée (le troisième est coulé en Italie). Le site dispose d'un banc d'essai pour les EAP.
Le centre Jupiter est le centre de contrôle qui permet de piloter l'ensemble des opérations de préparation et de lancement.

## Déroulement d'un lancement

### Campagne de lancement
Les principaux éléments constitutifs des fusées sont produits en Europe et transférés à Kourou par bateau. À leur arrivée, débute la « campagne de lancement » qui dure environ un mois et demi. Elle consiste à assembler les éléments du lanceur (étages, boosters, case à équipements) dans le bâtiment d'intégration lanceur (BIL), opération réalisée par ArianeGroup. Ensuite le lanceur et les satellites des clients sont regroupés dans le bâtiment d'assemblage final (BAF) avant transfert à J-1 sur la base de lancement Ariane (BLA).

#### Production des moteurs à propergol solide et banc d'essais
Les propulseurs d'appoint de la fusée Ariane 5 (EAP) sont en partie réalisés au CSG dans la zone de production des propulseurs (Schéma : 1) qui occupe 300 hectares et comprend 40 bâtiments. Sont réalisés la fabrication et le chargement du propergol solide coulé à la verticale, les contrôles non destructifs et le stockage des segments chargés. L'usine de propergol de Guyane (UPG) fabrique et charge le combustible solide de deux des trois segments de chaque propulseur à poudre EAP (le troisième est coulé en Italie) et le segment unique des propulseurs à poudre P120C. L'enveloppe des propulseurs est par contre fabriquée en Europe. Le site dispose également d'un banc d'essais. Dans le Bâtiment Basculement Propulseur (BBP), les propulseurs P120C sont basculés de la position verticale à la position horizontale pour permettre leur intégration dans le Bâtiment d’Intégration des Propulseurs (BIP) : les boosters P120C y sont intégrés à l’horizontale dans une des deux cellules de préparation construites pour Ariane 6 et Vega C contrairement aux trois segments des EAP d'Ariane 5 qui y sont intégrés à la verticale. La tuyère du propulseur est installée. La réalisation des blocs de propergol est réalisée par la société Regulus tandis que l'assemblage est pris en charge par Europropulsion,.

### Séquence de lancement
Le décollage de la fusée est autorisé si l'ensemble des éléments sont « nominaux ». À compter de H - 7 min, un ordinateur gère l'ensemble des paramètres de façon automatique (séquence synchronisée). Lorsque le moteur Vulcain 2 est mis en route (fin du compte à rebours H 0), un délai de 7,3 secondes permet de vérifier le bon fonctionnement de celui-ci et ce n'est qu'à ce moment que les EAP (boosters) sont allumés et que la fusée décolle réellement. Le service sauvegarde, constitué d'une équipe de quatre personnes, contrôle le bon déroulement du lancement et est habilité à détruire la fusée en cas d'événement inattendu en respect des procédures prévues. Un détachement de la brigade de sapeurs-pompiers de Paris comprenant une cinquantaine de personnes est chargé d'intervenir sur les éventuels incendies et de sécuriser le site de lancement après un décollage.
- À J-2, après une vérification complète des systèmes et une réunion de préparation du transfert la RAL (Revue d'Aptitude au Lancement), la fusée est acheminée en position verticale sur la zone de lancement no 3, à 2,8 km de distance. Le lanceur, posé sur une grande « table », est tracté par un véhicule spécialement conçu, à une vitesse variant entre 3 et 4 km/h.
- Arrivé sur site, le lanceur est connecté à la tour de lancement, alimentation en hydrogène, oxygène, électrique, etc.
- La chronologie finale débute 9 heures avant le H0 prévu.
- H0 - 7h30 : Contrôle de l'alimentation électrique, des appareils de mesure et de commande. Vérification de la connexion entre la salle de contrôle et le lanceur. Nettoyage des réservoirs pour les ergols et début du refroidissement. (le réservoir doit être à la même température que celui du pas de tir)
- H0 - 6h : La zone de lancement passe en configuration finale. Les portes sont fermées et verrouillées (la salle de contrôle est un bunker isolé). Contrôle des circuits de remplissage. La partie communication fusée / sol est testée et le programme de vol est chargé dans les deux calculateurs de bord.
- H0 - 5h : Afin de commencer le remplissage, tout le personnel quitte la zone de lancement. Le remplissage se constitue de 4 étapes ;
  1. Pressurisation du véhicule de stockage transportant les ergols
  2. Mise en froid du circuit véhicule / lanceur
  3. Remplissage
  4. Contrôle : les ergols étant volatils, la pression est constamment contrôlée et régulée.

Le taux de remplissage exact des ergols est déterminé en fonction de la masse de la charge utile, de l'orbite visée et de la trajectoire afin d'optimiser la probabilité de réussite de la mission.
Durant cette phase, on met aussi les systèmes hydrauliques sous pression, afin de tester le circuit.
- H0 - 3h20 : Mise en froid du moteur Vulcain.
- H0 - 30 minutes : Contrôle automatique puis manuel des installations, depuis le centre de contrôle.
- H0 - 6 min 30 s : Début de la séquence synchronisée. Cette séquence est automatique mais peut être stoppée à tout moment par le directeur de vol. On arrête le remplissage complémentaire des réservoirs et les vannes de sécurité d'arrosage du pas de tir sont ouvertes, provoquant un déluge d'eau sur le pas de tir afin de le refroidir et d'amortir les vibrations. Enfin, on arme le système de destruction de la fusée.
- H0 - 4 min 30 s : Pressurisation des réservoirs, en y injectant de l'hélium à haute pression afin de permettre un écoulement optimal du combustible. Purge du circuit de remplissage du pas de tir et déconnexion fusée / sol.
- H0 - 3 min 30 s : Envoi de l'heure du lancement (H0) dans les calculateurs de bord, le second calculateur passe en veille active. Ainsi, si le 1er système présentait une anomalie, le basculement sur le second serait quasiment instantané.
- H0 - 2 min : Alimentation du moteur Vulcain en combustible, la mise en froid s'arrête. Le combustible maintient naturellement la température dans le réacteur.
- H0 - 1 min : L'alimentation électrique de l'EPC passe sur les batteries de bord.
- H0 - 50 s : L'alimentation de tout le lanceur passe sur les batteries, on coupe l'alimentation depuis le sol. La fusée est maintenant en autonomie complète.
- H0 - 37 s : Démarrage des enregistreurs de vol (boîtes noires de la fusée). Armement du système de destruction de la fusée et mise en attente de celui-ci.
- H0 - 30 s : Contrôle des vannes sol / fusée et inondation du pas de tir depuis le château d'eau du pas de tir, afin de le refroidir et d'atténuer les vibrations.
- H0 - 22 s : Activation du système de pilotage et début de la procédure de correction de trajectoire, la fusée s'autocontrôle totalement.
- H0 - 12 s : Contrôle de la pression dans les réservoirs.
- H0 - 10 s : Début de la séquence irréversible. Dorénavant, le directeur de vol ne peut plus annuler la mise à feu.
- H0 - 6 s : Mise à feu des charges d'allumage du moteur Vulcain.
- H0 - 5.5 s : Le système de communication lanceur / sol direct est déconnecté, passage en mode radio.
- H0 - 3 s : Programme de vol activé, centrales inertielles en mode « vol ». Les calculateurs contrôlent l'intégralité des actionneurs du lanceur et de ses paramètres de vols.
- H0 - 2 s : Allumage moteur Vulcain.
- H0 + 6.9 s : Contrôle d'anomalies du moteur Vulcain. Si des anomalies sont détectées, les EAP ne seront pas allumés, car une fois que cette action est entreprise elle est irréversible.
- H0 + 7.05 s : Allumage des 2 EAP.

### Déroulement du vol

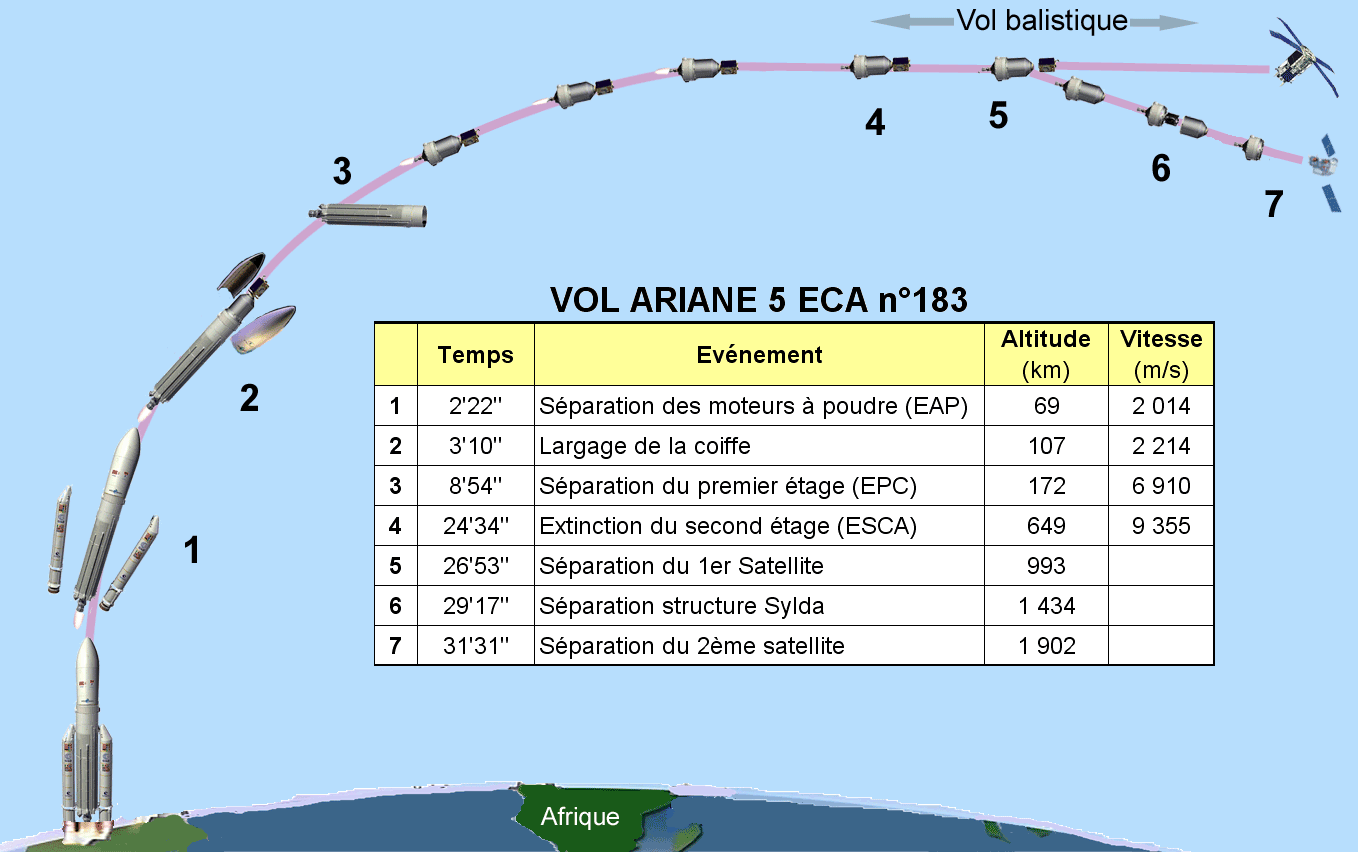
Schéma de lancement d'une Ariane 5 ECA, ici le vol no 183. On distingue bien la phase de vol balistique.

- Les EAP vont fournir une poussée pendant 1 minute 30 à 2 minutes, permettant de mettre la fusée hors atmosphère terrestre. Ils vont ensuite se détacher du corps principal grâce à des systèmes pyrotechniques.
- La coiffe (protection de la tête) de la fusée se détache après la sortie de l'atmosphère car elle devient alors inutile. Son largage soulage le lanceur d'une masse de 2 à 3 tonnes.
- Le moteur Vulcain 2 continue sa poussée pendant encore 6 minutes, puis va être détaché à son tour ainsi que ses réservoirs, laissant le rôle au deuxième étage.
- La propulsion s'effectue pendant une quinzaine de minutes avant de s'éteindre. La fusée, ou plutôt la charge utile, continue son vol balistique et déploie alors les satellites en orbite géostationnaire.

Sur le modèle Ariane 5ES ATV, la dernière phase comporte trois réallumages successifs.

## Historique des lancements

### Synthèse
| Nombre de vols Ariane 5 par version du lanceur                                     |
| 1 2 3 4 5 6 7 8 1996 2000 2004 2008 2012 2016 2020 2023 G G+ GS ECA ES             |
| Nombre de vols en fonction de leur succès                                          |
| 1 2 3 4 5 6 7 8 1996 2000 2004 2008 2012 2016 2020 2023 Succès Échec Échec partiel |

### Échecs lors des premiers vols
La phase de mise au point du lanceur Ariane 5 fut caractérisée par plusieurs échecs. La fiabilisation du lanceur nécessita un important effort financier, réalisé au détriment du développement de versions plus puissantes.

#### Premier vol (vol 88 / 501)
Le premier tir eut lieu le 4 juin 1996 à Kourou, mais le lanceur fut détruit après 37 secondes de vol. L'échec était dû à une erreur informatique, intervenue dans un programme de gestion de gyroscopes conçu pour la fusée Ariane 4, et qui n'avait pas été testé dans la configuration d'Ariane 5. Le défaut informatique avait pris sa source dans une erreur de transcription de spécifications. Lors des échanges entre l'ESA et le fabricant de la centrale inertielle (dite également IRS), les spécifications fonctionnelles ont été recopiées plusieurs fois et c'est lors de ces recopies qu'une erreur fut introduite. Les spécifications initiales définissaient une durée maximum admissible de 60 secondes pour l'alignement du gyroscope. La durée d'alignement est le temps qu'il faut pour qu'un gyroscope atteigne sa vitesse de rotation opérationnelle, et permette ainsi de situer l'objet et son orientation dans l'espace. Lors des recopies successives cette durée de 60 secondes est passée à 80 secondes,[réf. nécessaire] valeur erronée provoquant un dysfonctionnement du programme chargé de gérer les données gyroscopiques.
Il existait une méthode de gestion de cette erreur, mais cette dernière avait été désactivée pour améliorer les performances du système[réf. nécessaire] sur Ariane 4, considérant que sur ce modèle on pouvait prouver que l'occurrence du dépassement qui allait être produit par le programme était nulle compte tenu des trajectoires de vol possibles. Or les spécifications d'Ariane 5, notamment en phase de décollage, diffèrent notablement de celles d'Ariane 4. Le programme de la centrale inertielle, bien que redondant, produisit deux dépassements de trajectoire et finit par signaler la défaillance des systèmes gyroscopiques. Le calculateur de pilotage de la fusée (spécifiquement mis au point pour Ariane 5), en interprétant les valeurs d'erreurs (probablement négatives) fournies par le second gyroscope, déduisit que la fusée s'était mise à pointer vers le bas. La réaction du calculateur de pilotage fut de braquer les tuyères au maximum pour redresser la fusée, ce qui augmenta considérablement l'incidence du lanceur et provoqua des efforts aérodynamiques qui le détruisirent. Il s'agit certainement là de l'une des erreurs informatiques les plus coûteuses de l'histoire (500 millions de dollars),.
Il a été souligné que le programme de gestion d'alignement gyroscopique, source de l'accident, était totalement inutile. Il était en effet conçu pour réajuster rapidement le calibrage des gyroscopes dans le cas d'un court retard de tir (de l'ordre de quelques minutes), afin de permettre une reprise rapide du compte à rebours – par exemple en raison de variations rapides des conditions météo du site de lancement à Kourou. Or ce cas de figure, envisagé initialement pour Ariane 3, était depuis longtemps exclu des procédures de tir.

#### Deuxième vol (vol 101 / 502)
Le second vol eut lieu le 30 octobre 1997.
La mission parvint à son terme mais l'orbite désirée ne fut pas atteinte, par suite d'un mouvement de rotation du lanceur sur lui-même (mouvement de roulis, comme une toupie) qui a conduit à un arrêt prématuré de la propulsion du premier étage EPC. Après cette fin de propulsion du premier étage, et malgré la mise en route correcte de l'étage supérieur EPS, celui-ci n'a pas pu rattraper l'intégralité du déficit de poussée de la première phase du vol, conduisant donc la mission sur une orbite légèrement dégradée.
Ce mouvement en roulis était dû à un couple généré par l'écoulement des gaz dans la tuyère du moteur Vulcain 1, couple dont l'intensité avait été sous-estimée. Dès lors, et malgré la mise en œuvre du système de pilotage en roulis SCA, le lanceur a subi durant tout le vol du premier étage une mise en rotation excessive. Cette mise en rotation aurait pu n'avoir que peu de conséquences, les algorithmes de vol – relativement efficaces – contrôlant malgré tout la trajectoire. Cependant, en fin de propulsion, et sous l'effet de la vitesse en roulis atteinte, la surface des ergols (oxygène et hydrogène liquides) dans les réservoirs s'est incurvée en son centre (à la manière d'un siphon, lorsque le liquide se plaque contre les parois). Ce phénomène a été interprété par les capteurs de niveau (« jauges » des réservoirs) comme l'indication de l'imminence d'une « panne sèche », ce qui a conduit l'ordinateur de bord à commander l'arrêt de propulsion de l'EPC prématurément.
Le couple en roulis généré par le moteur Vulcain 1 fut maîtrisé dès le vol suivant par la mise en place, en extrémité, de divergents d'échappement légèrement inclinés corrigeant le roulis naturel engendré par le moteur. Les responsables de la conception d'Ariane 5 ont tout de même préféré prendre leurs précautions en renforçant le système SCA : il contient désormais six sphères de propergol et dix propulseurs de contrôle, au lieu des trois propulseurs du début.
Ce problème a touché d'autres lanceurs, dont le H-IIA japonais.

### Échecs lors de vols commerciaux
Aux deux premiers échecs de début de carrière s'ajoutent ceux survenus sur des vols commerciaux, en 2001, 2002 et 2018.

#### Dixième vol (vol 142 / 510)
Sur ce vol, effectué le 12 juillet 2001, pas de panne franche ni d'erreur de pilotage. Le problème vient du moteur du dernier étage qui a fonctionné moins longtemps (1 minute et 20 secondes de moins) et avec une puissance inférieure de 20 % à celle qui avait été prévue, ne permettant pas d'atteindre la vitesse nécessaire à l'injection visée (apogée à 18 000 km au lieu de 36 000 km). Ce vol est un demi-échec, car la satellisation a été réussie, mais avec des paramètres d'injection qui n'étaient pas optimaux.
La cause semble être la présence d'eau résiduelle dans l'infrastructure du moteur, provenant de tests réalisés au sol. Mélangée au carburant, elle aurait entraîné une baisse notable de la puissance et une surconsommation de l'un des ergols, ce qui pourrait expliquer la perte de puissance et l'arrêt prématuré.
Pour combler ces différences, le satellite Artemis a utilisé sa propre propulsion afin d’atteindre son orbite géostationnaire cible. Il a été reconfiguré à distance pour atteindre sa position souhaitée, par le biais d'une nouvelle procédure. D'abord par une série de mises à feu, utilisant la plus grande partie de son carburant, pour le mettre sur une orbite circulaire plus élevée. Puis par ses moteurs ioniques, prévus initialement seulement pour corriger son orbite, grâce à une trajectoire en spirale, qui lui a fait gagner 15 km par jour et atteindre, en 18 mois, son altitude de 36 000 km. Le second satellite, BSAT 2B a, lui, été définitivement perdu car il ne possédait pas les ressources suffisantes pour combler cette différence d'orbite.

#### Dix-septième vol (vol 157 / 517)
Le 11 décembre 2002, ce vol inaugural de la version ECA d'Ariane 5 s'est terminé dans l'océan Atlantique, à la suite d'une défaillance du moteur Vulcain 2, équipant l'étage principal de la fusée.
Une fuite dans le système de refroidissement a entraîné une déformation de la tuyère, ce qui a créé un déséquilibre dans la poussée du moteur et rendu le lanceur impossible à piloter. Face à une perte de contrôle insurmontable par la fusée, le contrôle au sol a pris ses précautions et commandé la destruction de la fusée en vol. Les deux satellites français de télécommunications présents à bord, Hot Bird 7 et Stentor, ont été détruits, représentant une perte totale de 640 millions d'euros.

#### Quatre-vingt-dix-septième vol (vol 241 / 5101)
Le décollage a eu lieu comme prévu le 25 janvier 2018 à 22 h 20 UTC, mais à la 9e minute, peu après la séparation du 1er étage, alors que la fusée se trouvait dans l'espace, les différentes stations au sol n'ont pas reçu les signaux de télémesure du second étage, qui est resté « muet » pendant 28 minutes, jusqu'à la fin de la mission.
L'origine de l'incident est une erreur humaine. Des paramètres de vol erronés ont été programmés dans l'ordinateur de bord de la fusée. La station au sol de Galliot, suivant la fusée depuis le décollage, a constaté la déviation de la trajectoire. Les stations suivantes, pointant leurs antennes sur la trajectoire prévue, n'ont pu établir le contact. La mission s'est poursuivie jusqu'à son achèvement de façon entièrement automatique.
Les deux satellites ont été déployés, mais sur de mauvaises orbites. En effet, si le périgée (235 km) et l'apogée (43 150 km) sont conformes aux attentes, l'inclinaison de l'orbite obtenue est de 21° au lieu des 3° visés. Le satellite SES 14 pourra atteindre l'orbite prévue au bout d'un mois, sans réduction significative de sa durée de vie grâce au très bon rendement de sa propulsion électrique,. Le satellite Al Yah 3 a été déclaré à poste et opérationnel le 30 mai 2018. La réduction de sa durée de vie due à la consommation supplémentaire de ses ergols a été estimée à six ans, sur une durée de vie nominale de quinze ans.
L'important écart de trajectoire subi par la fusée a soulevé de nombreuses questions quant à la sécurité des vols. Car si l'erreur de programmation n'aurait théoriquement jamais dû passer entre les mailles du filet des nombreuses étapes de vérification entreprises avant un lancement, un autre fait inquiète les divers acteurs de l'exploitation spatiale européenne. En effet, du fait de sa déviation de près de 20°, la fusée a survolé la commune de Kourou, ce qui n'était jamais arrivé auparavant. Si un incident grave avait eu lieu à ce moment-là, les conséquences auraient pu être très lourdes pour les habitants de la commune survolée par la fusée.
La commission d'enquête a établi que la cause de la déviation de la trajectoire était une erreur d'alignement des deux centrales inertielles — l'azimut requis spécifiquement pour ce vol vers une orbite de transfert géostationnaire super-synchrone étant de 70° au lieu des 90° habituels. Elle a recommandé le renforcement du contrôle des données utilisées lors de la préparation des missions. La mise en œuvre de ces mesures correctives permettra la reprise des vols selon le calendrier prévu, dès le mois de mars 2018.

### Liste détaillée des vols
| Date et Heure (UTC)     | Vol    | Version | N° de série | Charge utile                                      | Résultat      | Opérateur(s) |
| ----------------------- | ------ | ------- | ----------- | ------------------------------------------------- | ------------- | --- |
| 4 juin 1996 à 12:34     | V-88   | 5G      | 501         | Cluster                                           | Échec         | ESA Union européenne |
| 30 oct. 1997 à 13:43    | V-101  | 5G      | 502         | MaqSat H et TEAMSAT, MaqSat B, YES                | Échec partiel | ESA Union européenne |
| 21 oct. 1998 à 16:37    | V-112  | 5G      | 503         | MaqSat 3, ARD                                     | Succès        | ESA Union européenne / ARD Allemagne |
| 10 déc. 1999 à 14:32    | V-119  | 5G      | 504         | XMM-Newton                                        | Succès        | ESA Union européenne |
| 21 mars 2000 à 23:28    | V-128  | 5G      | 505         | INSAT 3B, AsiaStar                                | Succès        | ISRO Inde / Worldspace États-Unis |
| 14 sept. 2000 à 22:54   | V-130  | 5G      | 506         | Astra 2B, GE 7                                    | Succès        | SES S.A. Luxembourg |
| 16 nov. 2000 à 01:07    | V-135  | 5G      | 507         | PAS 1R, Amsat P3D, STRV 1C, STRV 1D               | Succès        | Intelsat Luxembourg et PanAmSat États-Unis (PAS 1R) / AMSAT États-Unis (Amsat P3D) / STRV Royaume-Uni (STRV 1C, STRV 1D)                                     |
| 20 déc. 2000 à 00:26    | V-138  | 5G      | 508         | Astra 2D, GE 8 (Aurora 3), LDREX                  | Succès        | SES S.A. et SES ASTRA Luxembourg (ASTRA 2D) / SES World Skies États-Unis et Pays-Bas (GE 8) / NASDA Japon (LDREX)                                            |
| 8 mars 2001 à 22:51     | V-140  | 5G      | 509         | Eurobird 1, BSat 2a                               | Succès        | Eutelsat France / B-SAT Japon |
| 12 juill. 2001 à 22:58  | V-142  | 5G      | 510         | Artemis, BSat 2b                                  | Échec partiel | ESA Union européenne / B-SAT Japon |
| 1er mars 2002 à 01:07   | V-145  | 5G      | 511         | Envisat                                           | Succès        | ESA Union européenne |
| 5 juill. 2002 à 23:22   | V-153  | 5G      | 512         | Stellat 5, N-Star c                               | Succès        | France / NTT DoCoMo Japon |
| 28 août 2002 à 22:45    | V-155  | 5G      | 513         | Atlantic Bird 1, MSG-1, MFD                       | Succès        | Eutelsat France (Atlantic Bird 1) / EUMETSAT Union européenne (MSG-1)                                                                                        |
| 11 déc. 2002 à 22:22    | V-157  | 5ECA    | 517         | Hot Bird 7, Stentor, MFD A, MFD B                 | Échec         | Eutelsat France (Hot Bird 7) / CNES France (Stentor) |
| 9 avr. 2003 à 22:52     | V-160  | 5G      | 514         | Insat 3A, Galaxy 12                               | Succès        | ISRO Inde (Insat 3A) / PanAmSat États-Unis (Galaxy 12) |
| 11 juin 2003 à 22:38    | V-161  | 5G      | 515         | Optus C1, BSat 2c                                 | Succès        | SingTel Optus Australie (Optus C1) / B-SAT Japon (BSat 2c)                                                                                                   |
| 27 sept. 2003 à 23:14   | V-162  | 5G      | 516         | Insat 3E, eBird 1, SMART-1                        | Succès        | ISRO Inde (Insat 3E) / Eutelsat France (eBird 1) / ESA Union européenne (SMART-1)                                                                            |
| 2 mars 2004 à 07:17     | V-158  | 5G+     | 518         | Rosetta                                           | Succès        | ESA Union européenne |
| 18 juill. 2004 à 00:44  | V-163  | 5G+     | 519         | Anik-F2                                           | Succès        | Télésat Canada Canada |
| 18 déc. 2004 à 16:26    | V-165  | 5G+     | 520         | Helios 2A, Essaim 1, 2, 3, 4, PARASOL, Nanosat 01 | Succès        | Armée France Belgique Espagne Grèce (Helios 2A) / CNES France (Essaim 1, 2, 3, 4 + PARASOL) / INTA Espagne (Nanosat 01)                                      |
| 12 fév. 2005 à 21:03    | V-164  | 5ECA    | 521         | XTAR-EUR, Maqsat B2, Sloshsat                     | Succès        | XTAR LLC États-Unis (XTAR-EUR)/ ESA Union européenne (Maqsat B2 et Sloshsat)                                                                                 |
| 11 août 2005 à 08:20    | V-166  | 5GS     | 523         | Thaïcom 4-iPStar 1                                | Succès        | Thaicom Thaïlande |
| 13 oct. 2005 à 22:32    | V-168  | 5GS     | 524         | Syracuse III-A, Galaxy 15                         | Succès        | Ministère français de la Défense France (Syracuse III-A) / PanAmSat États-Unis (Galaxy 15)                                                                   |
| 16 nov. 2005 à 23:46    | V-167  | 5ECA    | 522         | Spaceway F2, Telkom 2                             | Succès        | DIRECTV États-Unis (Spaceway F2) / PT Telkomunikasi Indonesia Indonésie (Telkom 2)                                                                           |
| 21 déc. 2005 à 22:33    | V-169  | 5GS     | 525         | Insat 4A, MSG-2                                   | Succès        | ISRO Inde (Insat 4A) / ESA & Eumetsat Europe (MSG-2) |
| 11 mars 2006 à 22:32    | V-170  | 5ECA    | 527         | Spainsat, Hot Bird 7A                             | Succès        | HISDESAT Espagne (Spainsat) / EUTELSAT Union européenne (Hot Bird 7A)                                                                                        |
| 26 mai 2006 à 21:08     | V-171  | 5ECA    | 529         | Satmex 6, Thaicom 5                               | Succès        | Satélites Mexicanos S.A. de C.V Mexique / Shin Satellite Plc Thaïlande                                                                                       |
| 11 août 2006 à 22:15    | V-172  | 5ECA    | 531         | JCSat 10, Syracuse III-B                          | Succès        | JCSAT Corporation Japon (JCSat 10) / Ministère français de la Défense France (Syracuse III-B)                                                                |
| 13 oct. 2006 à 20:56    | V-173  | 5ECA    | 533         | DirecTV-9S, Optus D1, LDREX-2                     | Succès        | DIRECTV Inc. États-Unis (DirecTV-9S) / Optus Australie (Optus D1) / JAXA Japon (LDREX 2)                                                                     |
| 8 déc. 2006 à 22:08     | V-174  | 5ECA    | 534         | WildBlue 1, AMC 18                                | Succès        | WildBlue États-Unis (WildBlue 1) / SES Americom États-Unis (AMC 18)                                                                                          |
| 11 mars 2007 à 22:03    | V-175  | 5ECA    | 535         | Skynet-5A, Insat-4B                               | Succès        | EADS Astrium Europe (Skynet-5A) / ISRO Inde (Insat-4B) |
| 4 mai 2007 à 22:29      | V-176  | 5ECA    | 536         | Astra 1L, Galaxy 17 (en)                          | Succès        | SES Astra États-Unis (Astra 1L) / Intelsat Luxembourg (Galaxy 17)                                                                                            |
| 14 août 2007 à 23:44    | V-177  | 5ECA    | 537         | SPACEWAY 3, BSAT-3A                               | Succès        | Hughes Network Systems États-Unis (SPACEWAY 3) / Broadcasting Satellite System Corporation Japon (BSAT-3A)                                                   |
| 5 oct. 2007 à 21:28     | V-178  | 5GS     | 526         | INTELSAT 11, OPTUS D2                             | Succès        | Intelsat Luxembourg (INTELSAT 11) / Optus Australie (OPTUS D2)                                                                                               |
| 14 nov. 2007 à 22:06    | V-179  | 5ECA    | 538         | STAR ONE C1 et Skynet 5B                          | Succès        | Star One Brésil (STAR ONE C1) / Astrium Paradigm Europe & Ministère Britannique de la défense Royaume-Uni (Skynet 5B)                                        |
| 21 déc. 2007 à 21:42    | V-180  | 5GS     | 530         | Horizons-2 et Rascom-QAF1                         | Succès        | RASCOMSTAR-QAF (Rascom-QAF1) / Horizons Satellite LLC États-Unis (Horizons-2)                                                                                |
| 9 mars 2008 à 04:23     | V-181  | 5ES     | 528         | ATV 1 « Jules Verne » (ATV)                       | Succès        | ESA Europe |
| 18 avr. 2008 à 22:17    | V-182  | 5ECA    | 539         | Star One C2 et VINASAT-1                          | Succès        | Star One Brésil (Star One C2) / VNPT Vietnam (VINASAT-1) |
| 12 juin 2008 à 21:54    | V-183  | 5ECA    | 540         | Skynet 5C et Turksat 3A                           | Succès        | Astrium Paradigm Europe & Ministère Britannique de la défense Royaume-Uni (Skynet 5C) / Turksat AS Turquie (Turksat 3A)                                      |
| 7 juill. 2008 à 21:47   | V-184  | 5ECA    | 541         | ProtoStar I et BADR-6                             | Succès        | Protostar Ltd États-Unis (ProtoStar I) / Arabsat Arabie saoudite (BADR-6)                                                                                    |
| 14 août 2008 à 20:44    | V-185  | 5ECA    | 542         | Superbird-7 et AMC-21                             | Succès        | SCC & Mitsubishi Electrik Corporation Japon (Superbird-7) / SES Americom États-Unis (AMC-21)                                                                 |
| 20 déc. 2008 à 22:35    | V-186  | 5ECA    | 543         | Hot Bird 9 et W2M                                 | Succès        | Eutelsat France |
| 12 fév. 2009 à 23:09    | V-187  | 5ECA    | 545         | Hot Bird 10, SPIRALE 1&2 et NSS-9                 | Succès        | Eutelsat France (Hot Bird 10)/ SES États-Unis (NSS-9) / CNES & DGA France (SPIRALE 1&2)                                                                      |
| 14 mai 2009 à 13:12     | V-188  | 5ECA    | 546         | Planck et Télescope spatial Herschel              | Succès        | ESA & NASA Europe États-Unis (Planck) / ESA Europe (Télescope spatial Herschel)                                                                              |
| 1er juill. 2009 à 17:52 | V-189  | 5ECA    | 547         | TerreStar-I                                       | Succès        | TerreStar Networks États-Unis |
| 21 août 2009 à 22:09    | V-190  | 5ECA    | 548         | JCSat 12 et Optus D3                              | Succès        | JSat Corporation Japon (JCSat 12) / Optus Australie (Optus D3)                                                                                               |
| 1er oct. 2009 à 21:59   | V-191  | 5ECA    | 549         | Amazonas 2 et ComsatBw-1                          | Succès        | Hispasat Espagne (Amazonas 2) / Forces armées fédérales allemandes Allemagne (ComsatBw-1)                                                                    |
| 29 oct. 2009 à 20:00    | V-192  | 5ECA    | 550         | THOR 6 et NSS12                                   | Succès        | TELENOR Satellite Briadcasting Norvège (THOR 6) / SES Europe (NSS12)                                                                                         |
| 18 déc. 2009 à 16:26    | V-193  | 5GS     | 532         | Helios 2B                                         | Succès        | Armée France Belgique Espagne Grèce |
| 21 mai 2010 à 22:01     | V-194  | 5ECA    | 551         | ASTRA 3B et ComsatBw-2                            | Succès        | SES S.A. et SES ASTRA Luxembourg (ASTRA 3B) / Forces armées fédérales allemandes Allemagne (ComsatBw-12)                                                     |
| 26 juin 2010 à 21:42    | V-195  | 5ECA    | 552         | Arabsat-5A & COMS                                 | Succès        | ArabSat Arabie saoudite / (Arabsat-5A) /KARI Corée du Sud (COMS-1)                                                                                           |
| 4 août 2010 à 20:59     | V-196  | 5ECA    | 554         | RASCOM-QAF 1R & NILESAT 201                       | Succès        | RASCOM (RASCOM-QAF 1R) / Nilesat Égypte (Nilesat 201) |
| 28 oct. 2010 à 21:51    | V-197  | 5ECA    | 555         | Eutelsat W3B & BSAT-3b                            | Succès        | Eutelsat France (Eutelsat W3B) / Broadcasting Satellite System Corporation Japon (BSAT-3b)                                                                   |
| 26 nov. 2010 à 15:39    | V-198  | 5ECA    | 556         | HYLAS 1 & INTELSAT 17                             | Succès        | Avanti Communications Group PLC Royaume-Uni (HYLAS 1) / Intelsat États-Unis (INTELSAT 17)                                                                    |
| 29 déc. 2010 à 22:27    | V-199  | 5ECA    | 557         | Hispasat 30W-5 (ex Hispasat 1E) & Koreasat 6      | Succès        | Hispasat Espagne (Hispasat 30W-5) / KTSAT Corée du Sud (Koreasat 6)                                                                                          |
| 16 fév. 2011 à 21:50    | V-200  | 5ES     | 544         | ATV 2 « Johannes Kepler »                         | Succès        | ESA Europe |
| 22 avr. 2011 à 20:17    | VA-201 | 5ECA    | 558         | Yahsat 1A & Intelsat New Dawn                     | Succès        | Al Yah Satellite Communications Émirats arabes unis (Yahsat 1A) /New Dawn Satellite Company Ltd. États-Unis (Intelsat New Dawn)                              |
| 20 mai 2011 à 20:38     | VA-202 | 5ECA    | 559         | ST-2 & GSAT-8                                     | Succès        | Singapore Telecom Singapour & Chunghwa Telecom Taïwan (ST-2) / ISRO Inde (GSAT-8)                                                                            |
| 6 août 2011 à 22:52     | VA-203 | 5ECA    | 560         | ASTRA 1N & BSAT-3c/JCSAT-110R                     | Succès        | SES SA & SES ASTRA Luxembourg (ASTRA 1N) /Broadcasting Satellite System Corporation & SKY Perfect JSAT Japon (BSAT-3c/JCSAT-110R)                            |
| 21 sept. 2011 à 21:38   | VA-204 | 5ECA    | 561         | Arabsat-5C & SES-2                                | Succès        | ArabSat Arabie saoudite / (Arabsat-5C)/SES World Skies Pays-Bas États-Unis (SES-2)                                                                           |
| 23 mars 2012 à 04:34    | VA-205 | 5ES     | 553         | ATV 3 « Edoardo Amaldi »                          | Succès        | ESA Europe |
| 15 mai 2012 à 22:13     | VA-206 | 5ECA    | 562         | JCSat-13 & VinaSat-2                              | Succès        | JSat Corporation Japon (JCSat-13) / Vietnam Posts and Telecommunications Group Vietnam (VinaSat-2)                                                           |
| 5 juill. 2012 à 21:36   | VA-207 | 5ECA    | 563         | MSG-3 & EchoStar XVII                             | Succès        | ESA & Eumetsat Europe (MSG-3) / EchoStar & Hughes Network Systems États-Unis (EchoStar XVII)                                                                 |
| 2 août 2012 à 20:54     | VA-208 | 5ECA    | 564         | INTELSAT 20 & HYLAS 2                             | Succès        | Intelsat États-Unis (INTELSAT 20) / Avanti Communications Group PLC Royaume-Uni (HYLAS 2)                                                                    |
| 28 sept. 2012 à 21:18   | VA-209 | 5ECA    | 565         | ASTRA 2F & GSAT 10                                | Succès        | SES S.A. et SES ASTRA Luxembourg (ASTRA 2F) / ISRO Inde (GSAT-10)                                                                                            |
| 10 nov. 2012 à 21:05    | VA-210 | 5ECA    | 566         | Star One C3 & Eutelsat 21B (ex W6A)               | Succès        | Star One Brésil (Star One C3) / Eutelsat France (Eutelsat 21B, ex W6A)                                                                                       |
| 19 déc. 2012 à 21:49    | VA-211 | 5ECA    | 567         | Skynet 5D & Mexsat 3                              | Succès        | Astrium Paradigm Europe & armée du Royaume-Uni (Skynet 5D) / Secretaria Communicaciones Transportes of México Mexique (Mexsat 3)                             |
| 7 fév. 2013 à 21:36     | VA-212 | 5ECA    | 568         | Amazonas 3 & Azerspace/Africasat-1a               | Succès        | Hispasat Espagne (Amazonas 3) /Azercosmos Azerbaïdjan (Azerspace/Africasat-1a)                                                                               |
| 5 juin 2013 à 21:52     | VA-213 | 5ES     | 592         | ATV 4 « Albert Einstein »                         | Succès        | ESA Europe |
| 25 juill. 2013 à 19:54  | VA-214 | 5ECA    | 569         | INSAT-3D & Alphasat                               | Succès        | Inmarsat Royaume-Uni (Alphasat), Indian Space Research Organisation (ISRO) Inde (INSAT-3D)                                                                   |
| 29 août 2013 à 20:30    | VA-215 | 5ECA    | 570         | EUTELSAT 25B/Es’hail 1 & GSAT-7                   | Succès        | Eutelsat France et Es'hailSat Qatar (Eutelsat 25B/Es’hail 1) / ISRO Inde (GSAT-7)                                                                            |
| 6 fév. 2014 à 21:30     | VA-217 | 5ECA    | 572         | ABS-2 & Athena-Fidus                              | Succès        | ABS-2, Telespazio France Italie (Athena-Fidus) |
| 22 mars 2014 à 22:04    | VA-216 | 5ECA    | 571         | ASTRA 5B (en) & Amazonas 4A                       | Succès        | SES S.A. et SES ASTRA Luxembourg (ASTRA 5B) / Hispasat Espagne (Amazonas 4A)                                                                                 |
| 29 juill. 2014 à 23:47  | VA-219 | 5ES     | 593         | ATV 5 « Georges Lemaître »                        | Succès        | ESA Europe |
| 11 sept. 2014 à 22:05   | VA-218 | 5ECA    | 573         | OPTUS 10 & MEASAT-3b                              | Succès        | Optus Australie (OPTUS 10) /MEASAT Satellite Systems Malaisie (MEASAT-3b)                                                                                    |
| 16 oct. 2014 à 21:43    | VA-220 | 5ECA    | 574         | Intelsat 30 & ARSAT-1                             | Succès        | Intelsat États-Unis (Intelsat 30) / ARSAT Argentine (ARSAT-1)                                                                                                |
| 6 déc. 2014 à 20:40     | VA-221 | 5ECA    | 575         | DirecTV-14 & GSAT-16                              | Succès        | DirecTV États-Unis (DirecTV-14) / ISRO Inde (GSAT-16) |
| 26 avr. 2015 à 20:00    | VA-222 | 5ECA    | 576         | THOR 7 & SICRAL 2                                 | Succès        | British Satellite Broadcasting Royaume-Uni(Thor 7)/Syracuse (satellite) France (SICRAL 2)                                                                    |
| 27 mai 2015 à 21:16     | VA-223 | 5ECA    | 577         | DirecTV-15 & SkyMexico-1                          | Succès        | DirecTV États-Unis (DirecTV-15) / DirecTV Latin America États-Unis & Royaume-Uni & Mexique (SkyMexico-1)                                                     |
| 15 juill. 2015 à 21:42  | VA-224 | 5ECA    | 578         | Star One C4 & MSG-4                               | Succès        | Star One Brésil (Star One C4) / ESA & Eumetsat Europe (MSG-4)                                                                                                |
| 20 août 2015 à 20:34    | VA-225 | 5ECA    | 579         | Eutelsat 8 West B & Intelsat 34                   | Succès        | Eutelsat France (Eutelsat 8 West B) / Intelsat États-Unis (Intelsat 34)                                                                                      |
| 30 sept. 2015 à 20:30   | VA-226 | 5ECA    | 580         | Sky Muster™ & ARSAT-2                             | Succès        | NBN Australie (Sky Muster™) / ARSAT Argentine (ARSAT-2) |
| 10 nov. 2015 à 21:34    | VA-227 | 5ECA    | 581         | ARABSAT-6B & GSAT-15                              | Succès        | Arabsat Arabie saoudite (ARABSAT-6B) / ISRO Inde (GSAT-15)                                                                                                   |
| 27 janv. 2016 à 23:20   | VA-228 | 5ECA    | 583         | Intelsat 29e                                      | Succès        | Intelsat États-Unis |
| 9 mars 2016 à 05:20     | VA-229 | 5ECA    | 582         | Eutelsat 65 West A                                | Succès        | Eutelsat France |
| 18 juin 2016 à 21:38    | VA-230 | 5ECA    | 584         | BRIsat & EchoStar XVIII                           | Succès        | Persero Indonésie (BRIsat) / Dish Network États-Unis (EchoStar XVIII)                                                                                        |
| 24 août 2016 à 22:16    | VA-232 | 5ECA    | 586         | Intelsat 33e & Intelsat 36                        | Succès        | Intelsat États-Unis |
| 5 oct. 2016 à 20:30     | VA-231 | 5ECA    | 585         | Sky Muster™ II & GSAT-18                          | Succès        | NBN Australie (Sky Muster™ II) / ISRO Inde (GSAT-18) |
| 17 nov. 2016 à 13:06    | VA-233 | 5ES     | 594         | Galileo FOC-M6 satellites 15, 16, 17, 18          | Succès        | Commission Européenne Union européenne |
| 21 déc. 2016 à 20:30    | VA-234 | 5ECA    | 587         | Star One D1 & JCSAT-15                            | Succès        | Embratel Star One Brésil (Star One D1) / SKY Perfect Japon (JCSAT-15)                                                                                        |
| 14 fév. 2017 à 21:39    | VA-235 | 5ECA    | 588         | SKY Brazil-1 & Telkom-3S                          | Succès        | DirecTV Latin America (Amérique Latine) États-Unis Brésil (SKY Brazil-1) / PT Telkomunikasi Indonesia Indonésie (Telkom-3S)                                  |
| 4 mai 2017 à 21:50      | VA-236 | 5ECA    | 589         | SGDC et KOREASAT-7                                | Succès        | Telebras S.A Brésil (SGDC) / KTSAT Corée du Sud (KOREASAT-7)                                                                                                 |
| 1er juin 2017 à 23:45   | VA-237 | 5ECA    | 590         | ViaSat-2 & Eutelsat 172B                          | Succès        | ViaSat États-Unis (ViaSat-2) / Eutelsat France (EUTELSAT 17)                                                                                                 |
| 28 juin 2017 à 21:15    | VA-238 | 5ECA    | 591         | HellasSat 3/Inmarsat-S-EAN (EuropaSat) & GSat 17  | Succès        | Inmarsat Royaume-Uni & Hellas Sat Chypre (HellasSat 3/Inmarsat-S-EAN/EuropaSat) / ISRO Inde (GSat-17)                                                        |
| 29 sept. 2017 à 21:56   | VA-239 | 5ECA    | 5100        | Intelsat 37e & BSAT 4a                            | Succès        | Intelsat États-Unis (Intelsat 37e) / Broadcasting Satellite System Corporation Japon (BSAT 4a)                                                               |
| 12 déc. 2017 à 18:36    | VA-240 | 5ES     | 595         | Galileo FOC-M7 satellites 19, 20, 21, 22          | Succès        | Commission européenne Union européenne |
| 25 janv. 2018 à 22:20   | VA-241 | 5ECA    | 5101        | SES 14/GOLD, Al Yah 3                             | Échec partiel | SES Luxembourg, Al Yah Satellite Communications Company (en) Émirats arabes unis                                                                             |
| 5 avr. 2018 à 21:34     | VA-242 | 5ECA    | 5102        | Superbird 8/DSN 1, HYLAS 4                        | Succès        | SKY Perfect JSAT Corporation Japon, Ministère de la Défense du Japon Japon, Avanti Communications (en) Royaume-Uni                                           |
| 25 juill. 2018 à 11:25  | VA-244 | 5ES     | 596         | Galileo, satellites FOC 23, 24, 25 et 26          | Succès        | Commission européenne Union européenne |
| 25 sept. 2018 à 22:38   | VA-243 | 5ECA    | 5103        | Horizons 3e, Azerspace-2/Intelsat 38              | Succès        | SKY Perfect JSAT Corporation Japon, Intelsat Luxembourg, Ministère de la Communication et des Technologies de l'information Azerbaïdjan, Intelsat Luxembourg |
| 20 oct. 2018 à 01:45    | VA-245 | 5ECA    | 5105        | BepiColombo-MPO, BepiColombo-MMO                  | Succès        | ESA Union européenne, JAXA Japon |
| 4 déc. 2018 à 20:37     | VA-246 | 5ECA    | 5104a       | GSat 11, GEO-KOMPSAT-2A                           | Succès        | INSAT Inde, KARI Corée du Sud |
| 5 fév. 2019 à 21:01     | VA-247 | 5ECA    | 5106        | HellasSat 4/SaudiGeoSat 1, GSat 31                | Succès        | Hellas Sat Grèce, ArabSat Arabie saoudite, INSAT Inde |
| 20 juin 2019 à 21:43    | VA-248 | 5ECA    | 5107        | DirecTV 16, Eutelsat 7C                           | Succès        | DirecTV États-Unis, Eutelsat France |
| 6 août 2019 à 19:30     | VA-249 | 5ECA    | 5109        | Intelsat 39, EDRS-C / HYLAS 3                     | Succès        | Intelsat Luxembourg,ESA Union européenne |
| 26 nov. 2019 à 21:23    | VA-250 | 5ECA    | 5108        | TIBA-1, Inmarsat-5 F5 (GX 5)                      | Succès        | Gouvernement de l'Égypte Égypte, Inmarsat Royaume-Uni |
| 16 janv. 2020 à 21:05   | VA-251 | 5ECA    | 5110        | Eutelsat Konnect, GSat 30                         | Succès        | Eutelsat France, INSAT Inde |
| 18 fév. 2020 à 22:18    | VA-252 | 5ECA    | 5111        | JCSat 17, GEO-KOMPSAT 2B                          | Succès        | SKY Perfect JSAT Corporation Japon, KARI Corée du Sud |
| 15 août 2020 à 22:04    | VA-253 | 5ECA    | 5112        | BSat 4b, Galaxy 30, MEV-2                         | Succès        | B-SAT (en) Japon, Northrop Grumman Innovation Systems États-Unis                                                                                             |
| 30 juill. 2021 à 21:00  | VA-254 | 5ECA    | 5113        | Star One D2, Eutelsat Quantum                     | Succès        | Star One (en) Brésil, Eutelsat France |
| 24 oct. 2021 à 02:10    | VA-255 | 5ECA    | 5115        | SES 17, Syracuse 4A                               | Succès        | SES Luxembourg, DGA France |
| 25 déc. 2021 à 13:20    | VA-256 | 5ECA    | 5114        | Télescope James-Webb                              | Succès        | NASA États-Unis, ESA Union européenne, ASC Canada |
| 22 juin 2022 à 21:50    | VA-257 | 5ECA    | 5116        | MEASAT 3d, GSat 24                                | Succès        | MEASAT Satellite Systems Malaisie, ISRO Inde |
| 7 sept. 2022 à 21:45    | VA-258 | 5ECA    | 5117        | Eutelsat Konnect VHTS                             | Succès        | Eutelsat France |
| 13 déc. 2022 à 20:30    | VA-259 | 5ECA    | 5118        | Galaxy 35 et 36, MTG-I 1                          | Succès        | Intelsat Luxembourg, Eumetsat Allemagne |
| 14 avr. 2023 à 12:14    | VA-260 | 5ECA    |             | JUICE                                             | Succès        | ESA Union européenne |
| 5 juill. 2023 à 22:00   | VA-261 | 5ECA    |             | Syracuse 4B, Heinrich Hertz                       | Succès        | DGA France, DLR Allemagne |

## Fiabilité
117 tirs d'Ariane 5 ont été effectués, toutes versions confondues. Du 9 avril 2003 au 12 décembre 2017, 82 lancements consécutifs ont été réussis (dont 63 pour la version ECA) ce qui constitue un record pour les lanceurs de la famille Ariane.
Avec deux échecs complets, trois échecs partiels (considérés dans le calcul comme des demi-échecs) et 112 succès, la fiabilité s'établit à 97,0 %. Cette fiabilité se décline en fonction des versions de la manière suivante :
| Versions                                               | Tirs | Échecs | Échecs partiels | Succès | Fiabilité |
| ------------------------------------------------------ | ---- | ------ | --------------- | ------ | --------- |
| Version G, G+ et GS, au 18 décembre 2009 (dernier vol) | 25   | 1      | 2               | 22     | 92,0 %    |
| Version ECA                                            | 84   | 1      | 1               | 82     | 98,2 %    |
| Version ES, au 25 juillet 2018 (dernier vol)           | 8    | 0      | 0               | 8      | 100 %     |
| Toutes versions confondues                             | 117  | 2      | 3               | 112    | 97,0 %    |

## Missions
Ariane 5 est optimisée et le plus souvent utilisée pour placer en orbite géostationnaire des satellites de télécommunications lourds : le record est détenu par TerreStar-1 (6,9 tonnes) lancé le 1er juillet 2009 ; la charge utile la plus importante placée en orbite de transfert géostationnaire est constituée par les deux satellites ViaSat‐2 et Eutelsat 172B, lancés le 1er juin 2017 par le vol VA237 et qui représentaient une masse totale de 10 865 kg au lancement. En orbite basse, la charge la plus lourde mise en orbite par Ariane 5 est le cargo spatial européen ATV Georges Lemaître de 20 060 kg, destiné à ravitailler la station spatiale internationale (orbite de 250 - 300 km) et lancé le 30 juillet 2014 par le vol VA219. Le satellite d'observation de la Terre ENVISAT de 8 200 kg, placé sur une orbite héliosynchrone (800 km d’altitude) le 1er mars 2002 par le vol 145, est le plus gros satellite d'observation placé en orbite basse par Ariane 5. Le nombre total de satellites lancés par Ariane 5 est de 238 à la fin de sa carrière, en juillet 2023.

## Utilisation commerciale et concurrence
Le premier vol commercial eut lieu le 10 décembre 1999, avec la mise en orbite du satellite d’observation en rayons X XMM-Newton.
Un échec partiel eut lieu le 12 juillet 2001 : à nouveau, deux satellites ne purent être placés sur l'orbite désirée. Artémis, le satellite de communication de l'ESA, atteignit son orbite définitive par ses propres moyens, en utilisant son combustible destiné aux corrections d'orbite, ainsi qu'une unité de propulsion ionique qui n'avait pas été prévue pour cet usage. Ceci nécessita une modification complète du programme de bord depuis le sol et raccourcit la durée de vie du satellite.
Le vol suivant n'eut lieu que le 1er mars 2002, avec la mise en orbite réussie du satellite environnemental de 8,5 tonnes ENVISAT, à une altitude de 800 km.
Au cours des années suivantes, Ariane 5 a pu conserver la position acquise par la version Ariane 4 (part de marché supérieure à 50 %) sur le segment du lancement des satellites commerciaux en orbite géostationnaire, qui représente entre 20 et 25 satellites par an (sur une centaine de satellites lancés annuellement). La concurrence est représentée par les lanceurs à la capacité beaucoup moins importante, mais qui bénéficient d'un prix au kilogramme de charge utile nettement inférieur. Les deux principaux concurrents actuels sont les lanceurs américain Falcon 9 et russe Proton.
| Année           | 2006 | 2006 | 2007 | 2007 | 2008 | 2008 | 2009 | 2009 | 2010 | 2010 | 2011 | 2011 | 2012 | 2012 | 2013 | 2013 | 2014 | 2014 | 2015 | 2015 | 2016 | 2016 | 2017 | 2017 | 2018 | 2018 | 2019               | 2019               | 2020               | 2020               | 2021               | 2021               | 2022               | 2022               | 2023               | 2023               | Coût lancement Millions $ | Coût/kg  |
| Lanceur         | tirs | sat. | tirs | sat. | tirs | sat. | tirs | sat. | tirs | sat. | tirs | sat. | tirs | sat. | tirs | sat. | tirs | sat. | tirs | sat. | tirs | sat. | tirs | sat. | tirs | sat. | tirs               | sat.               | tirs               | sat                | tirs               | sat.               | tirs               | sat.               | tirs               | sat.               | Coût lancement Millions $ | Coût/kg  |
| --------------- | ---- | ---- | ---- | ---- | ---- | ---- | ---- | ---- | ---- | ---- | ---- | ---- | ---- | ---- | ---- | ---- | ---- | ---- | ---- | ---- | ---- | ---- | ---- | ---- | ---- | ---- | ------------------ | ------------------ | ------------------ | ------------------ | ------------------ | ------------------ | ------------------ | ------------------ | ------------------ | ------------------ | ------------------------- | -------- |
| Ariane 5        | 5    | 11   | 6    | 12   | 6    | 11   | 7    | 14   | 6    | 12   | 5    | 9    | 7    | 13   | 4    | 7    | 6    | 11   | 6    | 12   | 7    | 14   | 6    | 14   | 6    | 13   | 4                  | 9                  | 3                  | 7                  | 3                  | 4                  | 3                  | 6                  | 2                  | 3                  | 220 M$ (ECA)              | 22 917 $ |
| Atlas V         | 2    | 2    | 4    | 10   | 2    | 2    | 5    | 6    | 4    | 4    | 5    | 5    | 6    | 6    | 8    | 8    | 9    | 9    | 9    | 13   | 8    | 8    | 6    | 6    | 5    | 6    | 2                  | 3                  | 5                  | 6                  | 4                  | 4                  | 6                  | 12                 |                    |                    | 125 M$ (501)              | 25 000 $ |
| Delta II        | 6    | 9    | 8    | 8    | 5    | 5    | 8    | 9    | 1    | 1    | 3    | 4    | —    | —    | —    | —    | 1    | 1    | 1    | 1    | —    | —    | 1    | 1    | 1    | 1    | Retirée du service | Retirée du service | Retirée du service | Retirée du service | Retirée du service | Retirée du service | Retirée du service | Retirée du service | Retirée du service | Retirée du service | 65 M$ (7920)              | 36 011 $ |
| Delta IV        | 3    | 3    | 1    | 1    | —    | —    | 3    | 3    | 3    | 3    | 3    | 3    | 4    | 4    | 3    | 3    | 4    | 6    | 2    | 2    | 4    | 5    | 1    | 1    | 2    | 2    | 3                  | 3                  | 1                  | 1                  | 1                  | 1                  | 1                  | 1                  |                    |                    | 170 M$ (Medium)           | 40 380 $ |
| Falcon 9        | —    | —    | —    | —    | —    | —    | —    | —    | 2    | 2    | —    | —    | 2    | 3    | 3    | 5    | 6    | 11   | 6    | 17   | 9    | 9    | 18   | 54   | 21   | 64   | 13                 | 41                 | 24                 | 28                 | 20                 | 40                 | 58                 | 1489               |                    |                    | 56,5 M$                   | 11 770 $ |
| H-IIA           | 4    | 4    | 2    | 3    | 1    | 1    | 2    | 5    | 2    | 4    | 2    | 2    | 1    | 3    | 1    | 2    | 4    | 10   | 3    | 3    | 2    | 4    | 6    | 7    | 3    | 5    | —                  | —                  | 3                  | 3                  | 2                  | 2                  | -                  | -                  |                    |                    | 90 M$                     |          |
| Longue Marche 3 | 3    | 3    | 6    | 6    | 4    | 4    | 2    | 2    | 8    | 8    | 9    | 9    | 9    | 11   | 3    | 3    | 2    | 2    | 9    | 10   | 7    | 7    | 5    | 6    | 14   | 22   | 11                 | 15                 | 8                  | 7                  | 12                 | 13                 | 3                  | 3                  |                    |                    | 60 M$ (3A)                | 23 177 $ |
| Proton          | 6    | 6    | 7    | 7    | 10   | 10   | 10   | 11   | 12   | 18   | 9    | 12   | 11   | 13   | 10   | 12   | 8    | 10   | 8    | 8    | 3    | 3    | 4    | 4    | 2    | 2    | 3                  | 6                  | 1                  | 2                  | 2                  | 1                  |                    |                    |                    |                    | 100 M$ (M)                | 18 182 $ |
| Zenit           | 5    | 5    | 1    | 1    | 6    | 6    | 4    | 4    | —    | —    | 5    | 6    | 3    | 3    | 1    | 1    | 1    | 1    | 1    | 1    | —    | —    | 1    | 1    | —    | —    | —                  | —                  | —                  | —                  | -                  | -                  | -                  | -                  |                    |                    | 60 M$ (SLB)               | 16 666 $ |

## Le successeur d'Ariane 5: le lanceurAriane 6

Les versions A62 et A64 d'Ariane 6.

Malgré son succès et sa position dominante à l'époque dans le domaine des lancements de satellites géostationnaires, Ariane 5 coûte cher à fabriquer et ses parts de marché sont menacées à moyen terme, à la fois par l'évolution du marché des satellites et par l'arrivée de concurrents, en particulier par le lanceur partiellement réutilisable Falcon 9 de SpaceX. Dans le cadre de la conférence ministérielle de novembre 2012, les ministres de l'UE octroient une enveloppe de 157 millions d'euros pour l'étude du nouveau lanceur qui devra remplacer à la fois Ariane 5 et la version du lanceur russe Soyouz utilisée par les pays européens. Trois options sont évaluées : la première consiste à faire évoluer l'Ariane 5 (Ariane 5 ME) en repoussant à plus tard une refonte totale ; la deuxième propose une configuration où les étages à propergol solide dominent ; la dernière propose une configuration proche de celle d'Ariane 5. C'est cette dernière qui est retenue lorsque l'Agence spatiale européenne lance le développement d'Ariane 6 en décembre 2014. Cette fusée de moyenne à forte puissance (5 à 11,5 tonnes en orbite de transfert géostationnaire) doit remplacer Ariane 5 à compter de 2023.
Pour réduire son coût de production, le nouveau lanceur utilise des propulseurs d'appoint à propergol solide mono-segment à enveloppe carbone (le P120C). Leur utilisation comme premier étage de la version Vega-C du lanceur léger européen qui doit voler à compter de 2022 permet une économie d'échelle. Le premier étage a des caractéristiques très proches de celui d'Ariane 5. Par contre, le deuxième étage met en œuvre pour la première fois le moteur-fusée Vinci plus performant et qui peut être rallumé plusieurs fois, contrairement à son prédécesseur. Toujours dans le but de réduire les coûts, le processus industriel est optimisé (redistribution de certaines tâches), la coentreprise ArianeGroup, qui réunit les établissements d'Airbus et Safran contribuant à la construction du lanceur, est créée. Enfin, un nouveau complexe de lancement dédié à l'Ariane 6 (ELA 4) et permettant des campagnes de lancement plus courtes est construit au Centre spatial guyanais entre 2015 et 2021. Le coût de développement du nouveau lanceur avec les installations au sol était estimé à 3,8 milliards d'euros courant 2020.
Ariane 6 est un peu plus haute qu'Ariane 5 (62 mètres) mais conserve son diamètre (5,4 mètres). Sa masse est comprise entre 530 et 860 tonnes selon les versions. Comme Ariane 5, le nouveau lanceur comporte deux étages utilisant des ergols cryogéniques (oxygène et hydrogène liquide). Le premier étage est propulsé par une version optimisée du moteur-fusée Vulcain (135 tonnes de poussée) et le deuxième par un nouveau moteur Vinci (18 tonnes de poussée) plus performant et pouvant être rallumé. Au décollage et durant les deux premières minutes du vol, la poussée est fournie principalement par des propulseurs à propergol solide d'une poussée unitaire moyenne de 350 tonnes : le lanceur est disponible dans deux configurations (deux ou quatre P120C) qui permettent une adaptation plus facile aux différents types de charge utile.
Un deuxième étage allégé (Icarus) et un kick stage (Astris) sont en cours de développement pour accroître les performances du lanceur et son domaine d'application dans des versions qui deviendront disponibles vers 2024/2025. Face à la montée en puissance croissante de la concurrence des lanceurs réutilisables, Ariane 6 semble néanmoins une réponse partiellement satisfaisante et l'Agence spatiale européenne a déjà lancé le développement de son successeur, Ariane Next, qui pourrait, comme son concurrent direct la Falcon 9, mettre en œuvre un premier étage réutilisable. Plusieurs prototypes d'étage réutilisable (Callisto, Themis), ainsi qu'un nouveau moteur (Prometheus) de la classe du Vulcain et brûlant un mélange d'oxygène liquide et de méthane liquide sont en cours de développement pour mettre au point les techniques nécessaires.